# エアバスA380
エアバス A380
Airbus A380
エミレーツ航空のA380-800
- 用途：旅客機
- 分類：ワイドボディ機
- 製造者： エアバス
- 運用者：

  - エミレーツ航空
  - シンガポール航空
  - ルフトハンザドイツ航空
  - ブリティッシュ・エアウェイズ
  - 全日本空輸
  - など
- 初飛行：2005年4月27日
- 生産開始：2002年1月24日
- 運用開始：2007年10月25日
- 運用状況：運用中
- ユニットコスト：4億4560万 USドル

エアバスA380（Airbus A380）は、ヨーロッパのエアバス社によって開発・製造された、ターボファンエンジンを4発装備した超大型ワイドボディ機。世界初の総2階建ジェット旅客機でもあり 、旅客機としては（旅客数）世界最大の機種である。航空機全体の中ではAn-225 ムリーヤに次いで世界第2位の大きさであったが、An-225が2022年にウクライナ軍とロシア軍の戦闘によって失われて以降は、稼働している最大の航空機となった。A380は完成披露の時点で、｢ジャンボジェット」と呼ばれた大型機のボーイング747を抜いて､乗客数の面では世界最大かつ史上最大の超大型機となった。

## 概要
生産が開始されたのは2002年1月24日からであり、原型機が初飛行したのは2005年4月27日。また、型式証明の取得は2006年12月であった。初期の構想から初飛行まで16年の歳月を要した。初飛行から10年後の2015年末時点で、エアバスは中東や東南アジア地域を中心に300機を超える受注を獲得した。
総二階建てかつ800席の超巨人機を目指し、A380は1990年初頭にA3XXとして開発が始まった。一度に大量の乗客を輸送することにより、空港の混雑を緩和し、航空輸送の経済性を高めると同時に航空会社の利益を上げやすくするというのが主な狙いであった。エアバス社のほかにもボーイング社やマクドネル・ダグラス社が次世代大型旅客機として ボーイング747-Xとマクドネル・ダグラス MD-12を計画していたが、いずれも開発は凍結された。この後、ボーイング社は総2階建のNLAの開発を試みるが、これも中止された。又、スホーイによるKR-860の計画とロッキード社も総2階建旅客機を計画したが、構想の段階で終わっている。
A380-800は全長が約73 mで、全幅は約80 m、最大離陸重量560 t、航続距離15,400 kmである。また、巡航速度は1,050 km/h、最高速度1,185 km/h、航続距離15,200km。ジェットエンジンは、エンジン・アライアンス GP7200もしくはロールス・ロイス トレント900を使用する。座席定員は、全席をエコノミークラスにした場合、最大で853人となる。
機体が大きいため総延長500 kmに及ぶ複雑な電気配線が間に合わなかったことが原因で、量産に入るのは当初の計画よりも1年半遅れ、2007年10月15日、ローンチカスタマーであるシンガポール航空にA380の1号機が引き渡された。シンガポール航空はA380を導入すると、シドニーをはじめロンドンや東京、北米など世界各地へ就航させていった。2020年現在で、シンガポール航空を含め、エミレーツ航空など15の航空会社がA380を保有している。特にエミレーツ航空は、他社とは桁違いに多いA380を導入し、その運航機数は優に100機を超えたことから、他機種に比べセールスの向上しなかったA380の唯一の救いとなった。
A380は2020年9月現在で合計251機が生産されており、全てA380-800型である。エアバスは他にも、胴体を延長させた-900型や、貨物型などの派生型を複数計画したが、それらはいずれも計画段階で終わり、開発に至ることは無かった。
2018年以降、導入を計画していた各航空会社の計画の見直しが相次ぎ、2019年2月14日、エアバスのトム・エンダース最高経営責任者はA380の生産を中止し、2021年以降は納入しないことを発表した。
2021年12月16日、エミレーツ航空向けの最終号機（MSN：272，登録記号：A6-EVS）の引き渡しをもって受注分が全て完納となり、14年間の生産に終止符が打たれた。なお、同型機の生産終了をもって、エアバス社の民間航空機部門において生産されている航空機から四発エンジン機が消えることとなった。
2020年9月現在までに、A380に関して7件の機体損失事故あるいは事件が発生しているものの、死亡事故、または機体の全損事故は起きていない。

## 開発経緯

### 欧米の巨大機開発競争
1980年代末になると、ボーイング747初期型の後継機が求められるようになった。エアバスはボーイング747に対抗できる輸送力を持つ機体として、1989年からUHCA（ウルトラ・ハイ・キャパシティ・エアクラフト）構想の実現に向けての作業を開始した。ボーイング社はこれに過敏に反応し、1991年に747改良型など3種の計画を発表し、UHCA阻止の動きに出た（詳しくはこちらを参照）。この動きに対し、エアバスを構成する（当時）アエロスパシアル、DASA、BAe、CASAの4社はボーイング社と共同で、1993年1月にUHCAとは別にVLCT（ベリー・ラージ・コマーシャル・トランスポート）と呼ぶ大型輸送機構想を発表した。当初、ボーイングとエアバスによる市場調査では、2種類の機種があっても揃って成功する規模の市場は無いと判断されていた。しかし、ライバル同士の意見がかみ合わず、エアバスは1994年6月、UHCAをA3XX（530席 - 570席の100型と630席 - 680席の200型の構想）として計画に着手したことを発表し、VLCTは中止された。
ボーイング社はこれに対抗し、同年に747-500Xと747-600Xを発表、対決する構えを見せた（747X計画）。747X計画はさまざまに変遷する流動的なものであったが、その間にもボーイング社はエアバス社に対する露骨なネガティブキャンペーンを繰り広げ、A3XXのイメージダウンを図った（ソニック・クルーザーを参照）が、エアバスは計画を進めた。
2000年12月19日、エアバスは62機の受注を獲得したことから、A3XXをA380として開発に入ったことを発表した。ボーイング社は翌年に747X計画を延期し、ソニック・クルーザー計画を発表したものの、2003年には計画を凍結し、その開発能力を中型機ボーイング787へと注力していった。しかし、その後ボーイング社は、A380と777-300ERやA340-600の間を埋めるという理由で、747-400ER、747-8型（計画名 747Advanced）などの大型機の開発を開始した。

### スケジュールの遅延と受注

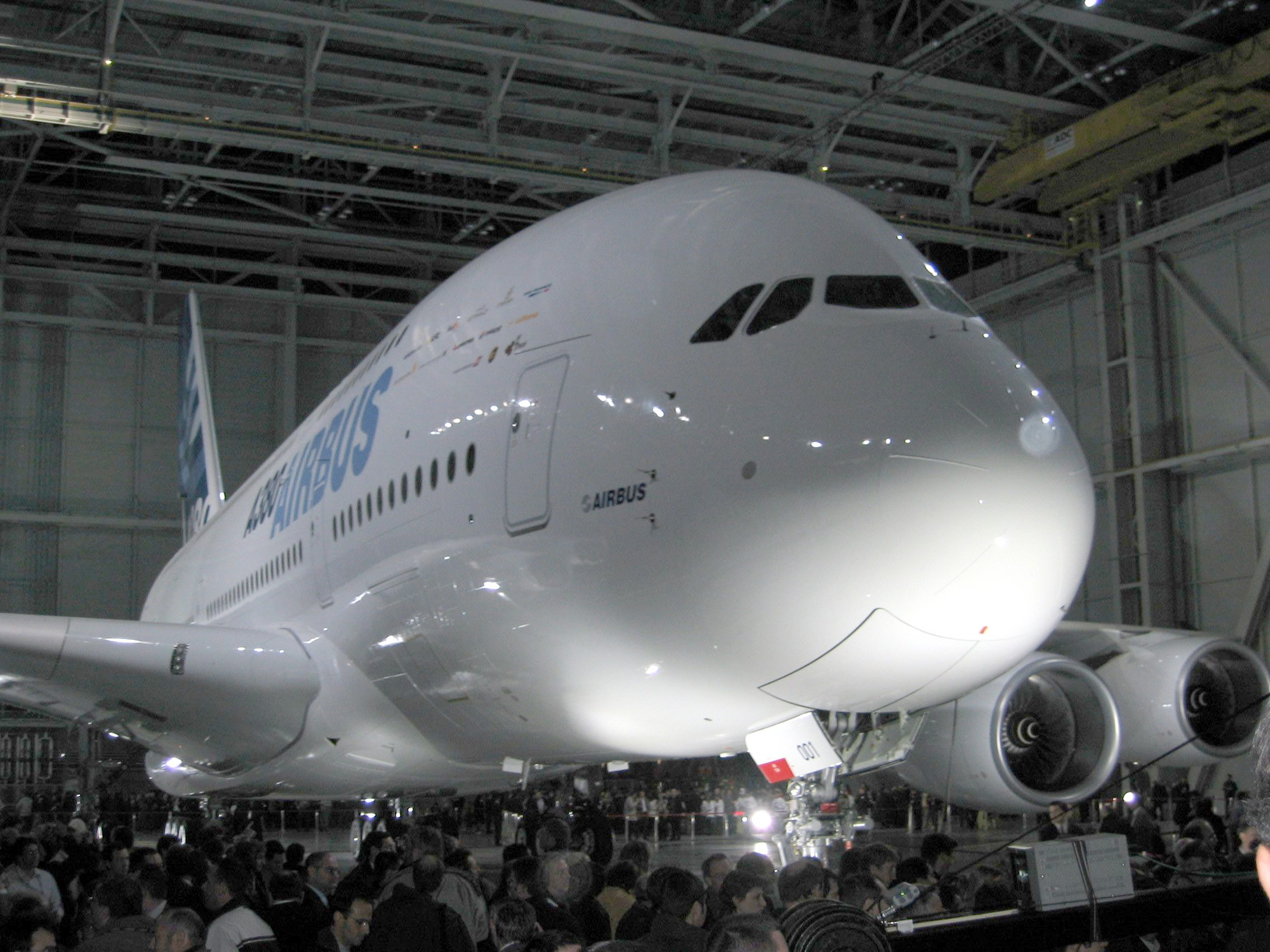
2005年1月18日、トゥールーズで開催されたA380の完成披露式典

トゥールーズにおけるA380の最終組立までの地理的物流経路

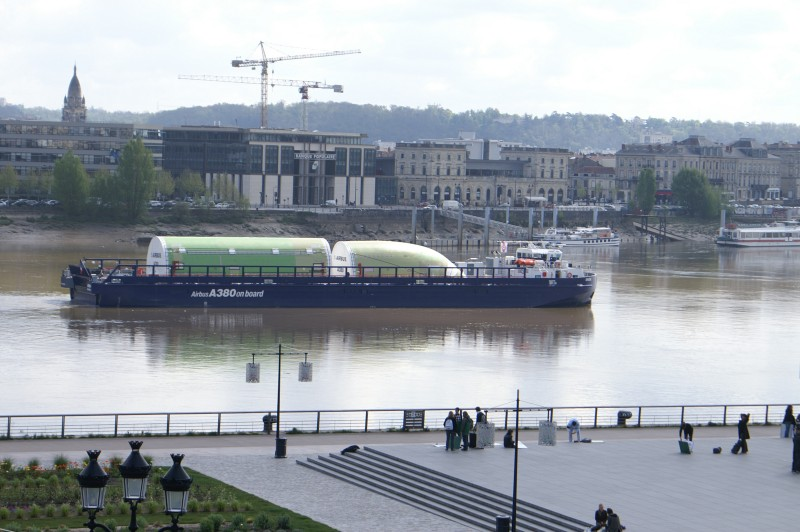
荷船でトゥールーズへ輸送されるA380の胴体

A380の1号機は2005年1月18日にトゥールーズの本社工場で完成披露の式典が行われた。
6月1日にエアバス社は、「納入を2か月から6か月遅らせる」と発表した。問題は主翼の強度不足と機内配線による重量オーバーだった。前者は直ちに改善されたが、後者の解決は困難であった。A380の最大定員853席すべてに個別に引かれた電線は延べ約563kmにおよび、接続や収納に予想以上の時間を要していることと、サービスの一環として座席に配したオーディオ機器の配線によって重量が予想以上に増え、対応に時間がかかった。
18日の時点でアメリカン・インターナショナル・グループ (AIG) のリース部門・インターナショナル・リース・ファイナンス (International Lease Finance Corporation, ILFC) を含む16の航空会社がA380型機を発注しており、その数は27機の貨物機を含め159機にのぼった。エアバス社CEOのノエル・フォルジャールは「この航空機を500機販売する」という期待を表明している。
予定ではローンチカスタマーのシンガポール航空は2006年の第4四半期 - 同年末に最初のA380型機を受け取り、カンタス航空は2007年4月、エミレーツ航空は2008年より前にA380型機の引渡しを受けることになっていた。A380型機の最初の路線就航は2006年末のロンドン発シンガポール経由シドニー行シンガポール航空便、続いて同じくシンガポール航空によるシンガポール発香港経由サンフランシスコ行、シンガポールから成田経由ロサンゼルス行、パリ、フランクフルトへの直行便が就航する予定であった。また、カンタス航空はA380型機をロサンゼルス - シドニー便に投入すると公表した。また、この頃にはエアバス社は月に4機のペースで引き渡しを行うと表明していた。
しかし、2006年6月13日、エアバス社は引渡しが再び6 - 7か月遅れることを発表した。理由は生産上の遅れとしているが、顧客ごとに異なる内装仕様に対応するため、機内の配線設置に手間取っていることが原因とされている。社内で使用しているCADソフトCATIAが、ドイツとスペインではバージョン4を使っていたのに対し、イギリスとフランスではバージョン5に変更していたことでデータの共有に問題が起き、ケーブルの長さが設計変更に対応していなかったという。なお、引渡し機数に関しても計画の年25機（2009年から年45機）から2007年は9機、2008年以降も予定より5 - 9機縮小するとした。これにより、さらに大幅な受領の遅れが生じるため、航空会社の心証が悪化した。エアバス社は、影響を受ける航空会社各社に対し大規模な補償交渉を行なったほか、安価なリースパッケージを提供することで旅客機型のキャンセルを回避しようとした。また、引き渡し延期をめぐっては、エアバス親会社のEADS株の急落に加え、EADS・エアバス両社幹部がこの発表前に大量の株を売却したインサイダー問題が発覚しており、EADS社元CEOノエル・フォルジャールが逮捕、その他10人がフランス当局によって告発されている。
さらに、2006年9月21日には、EADSが3度目となる納入スケジュールの遅れを発表。続く10月3日には最大の発注元であるエミレーツ航空が、「エアバスからA380計画がさらに10か月遅れ、機体引き渡しは2008年8月になるとの連絡を受けた」という声明を出している。エミレーツ航空は同声明の中で「当社にとって極めて深刻な問題で（契約に関する）すべての選択肢を見直している」としていたが、その後2007年5月14日に4機の追加発注を受けたことで契約のキャンセルは回避された。その後、2007年6月22日に行われたパリ航空ショーにおいて、8機が追加発注され、さらに2013年11月のドバイのエアーショーにて50機の追加発注が決定し合計140機となり、同機における最大のカスタマーとなっている。
2006年11月7日、貨物型の導入を予定していたフェデックスが、発注をキャンセルしたことを明らかにした。次いで2007年3月2日に、貨物型の導入を予定していたユナイテッド・パーセル・サービス (UPS) は、エアバスが再建計画の一環として旅客機の生産を優先すると発表したことで、引き渡しがさらに遅れることを懸念し、発注をキャンセルした（UPSは、のちにB747-8Fを新規発注）。さらには旅客・貨物の両型式を発注していたILFCも貨物型だけ注文をキャンセルし、旅客型のみの納入を受けることを明らかにしている。
エアバス社はこの時点でオプションを含め80機あった貨物型の受注を全て失い、貨物型の開発を一時中断した。旅客型の受注件数は基本設計から半世紀が経過し、大型化に限界があるボーイング747の発展形であるボーイング747-8の受注件数を上回っているが、貨物型はボーイング747-8に大きく遅れをとることとなった。

### テスト飛行

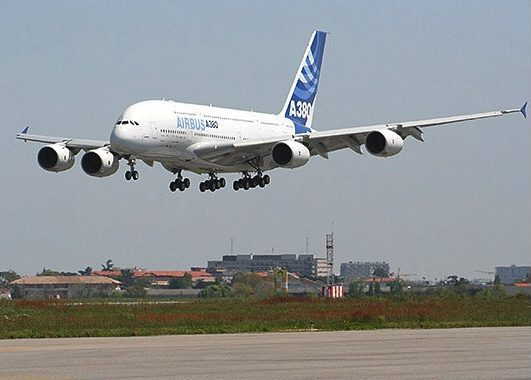
初飛行後に着陸するA380の試作機

2005年4月27日にフランスのトゥールーズで初飛行した。
2006年11月からA380 MSN002（ロールス・ロイス トレント 900型を装備、製造番号2:F-WXXL）を用い、世界の空港の滑走路、誘導路、PBB（パッセンジャー・ボーディング・ブリッジ）が適合するかどうかのテストと、PRの一環として世界周遊飛行を行った。行程はトゥールーズから出発し、4回に分けて10都市を回るもので、1回目の飛行では、シンガポール（11月14日）、大韓民国・ソウル（11月15日）に寄港。2回目に香港（11月18日）と成田（11月19日 - 11月20日）、3回目は中華人民共和国を中心として、広州（11月22日）、北京、および上海（11月23日）に飛行。4回目では、南アフリカ・ヨハネスブルグ（11月26日）に立ち寄り、南極点上空を通過して、オーストラリア・シドニー（11月28日）に寄港。太平洋を横断してカナダ・バンクーバー（11月29日）に飛行したあと、北極点上空を通過しトゥールーズに戻った。
この飛行の成功により、12月12日に欧州航空安全庁 (EASA) および米国連邦航空局 (FAA) の型式証明を同時に取得した。この際、FAAがアメリカ機に義務付けている燃料タンク爆発防止装置の装備がなされていないことを指摘した。欧州機では装備義務はなく、エアバスもアメリカ機（ボーイング機）との構造の違いを主張し、装備の必要はないとしている。ただし、アメリカの航空会社に採用される場合はFAA基準が適用される可能性がある。
同機は「ワールド・ツアー2007」の一環としてA380 MSN007（製造者連番7:F-WWJB）で2007年6月4日に成田空港に再度飛来し、6月6日にシドニーに向かった。
また、A380 MSN009（製造者連番9:F-WWEA）を用いて、エンジン・アライアンス社製GP7000エンジンを搭載したA380の型式証明取得のため、テスト飛行を行った。2007年9月26日から、コロンビアのボゴタを振り出しに、北米・南米・中近東へ断続的にテストフライトを行い、10月18日に関西空港に寄港、その後トゥールーズに戻った。このエンジンを搭載したA380-861型は2007年12月に型式証明を取得した。

## 引き渡し、就航

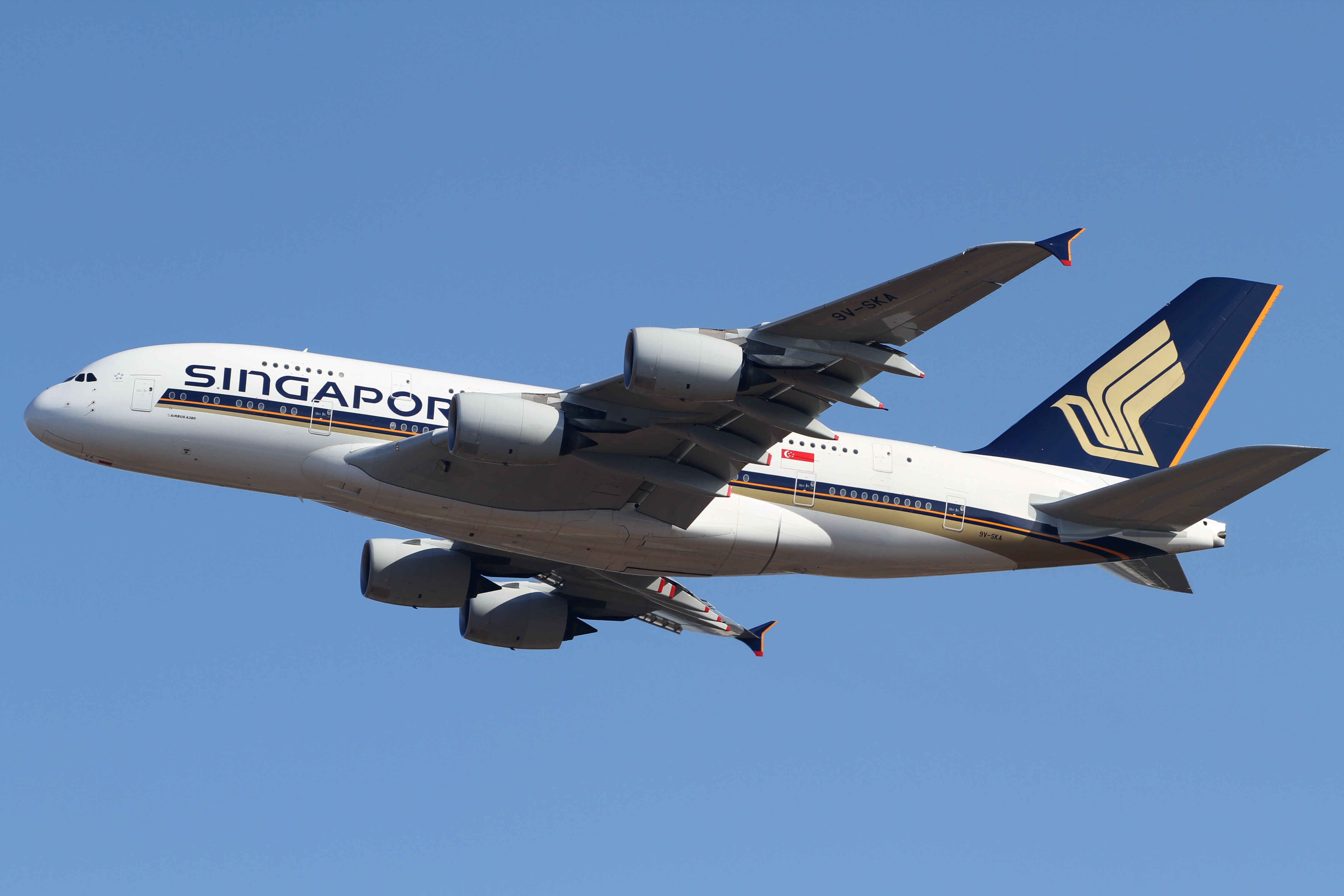
シンガポール航空のA380

2007年10月15日、初飛行以来30か月間のテストを経て、最初の納入先、シンガポール航空に機体が引き渡された。同年10月16日にパイロットや技術者などのシンガポール航空関係者が乗り込みエアバス本社（トゥールーズ）からシンガポールに向けて飛び立った。そして同年10月25日よりSQ380便としてシンガポール - シドニー間に就航した。この初号便の座席はeBayによるインターネットオークションで販売され、売り上げは慈善団体に寄付される。また「現在運航している世界最大の旅客機」がボーイング747からA380に代わった。
結果として、最初の納入は当初予定から1年半遅れた。2007年11月末での受注数は193機であるが、一説によれば遅れに伴う補償費用や生産設備の稼働率低下、人海戦術に伴う人件費増大等によってエアバスは60億ユーロ（約1兆円）のプロジェクト経費増大を来たしており、さらに米ドルに対するユーロ高傾向もあってA380の採算ラインは、当初の270機から、420機程度にまで悪化していると言われる。
2007年11月12日、エアバス社はサウジアラビア王子のアル・ワリードがA380をプライベート機として購入するため売買契約を結んだと発表した。2つのダイニングやゲームルーム、主寝室などを備え、機体に3億ドル、改装費に1億ドル。ミサイル防衛システムも含まれている。エアバス社では"The Flying Palace"（空飛ぶ宮殿）と呼んでいる。この機体は元々エティハド航空に納入予定であった飛行試験2号機であった。
シンガポール航空による定期就航が始まったことにより、A380 の順調なスタートにこぎ着けたと思われたが、エアバスは2008年5月13日、量産計画を再調整し、ウェーブ1（量産化前段階）からウェーブ2（量産移行後）においての引き渡し計画を修正する発表を行った。その結果、2006年に計画された急激な量産化は達成不可能となったことが確認されウェーブ2への移行に若干の遅れが生じた。これは、ウェーブ1における作業が予想以上に時間を要したことが原因としている。
今後の展望として、同日、エアバス社は次の通り発表した。
- 予定のA380の引き渡し機数
  - 2008年：13機→12機（1機減）
  - 2009年：25機→21機（4機減）

これ以降の引き渡し機数については、今後顧客との話し合いによって決まるとしている。その後2008年9月のカンタス航空向け初号機、製造通算14号機の引き渡しに先立ち、エアバス社は2008年と2009年の引き渡し数は12機と21機を堅持、2010年については30機から40機の間になると公表した。2008年12月30日に2008年の12機目となるエミレーツ航空向け4号機が引き渡された。なお、2008年後半に顕在化した世界金融危機のため、エアライン各社は引き渡しペースの鈍化をエアバス社に要望し、それに応える形で2009年5月には2009年中の引き渡し数を14機に削減するむね再度発表されている。
2008年7月28日、エアバス社のハンブルク施設に新設されたユルゲン・トーマス・デリバリーセンターでエミレーツ航空に対してA380-861が引き渡された。A380の航空会社への引渡しはこれが6機目で、これまでの5機はいずれもシンガポール航空に引き渡されていたことから、エミレーツ航空はA380を受領した二番目の航空会社である。
今回の引渡し機は同年8月1日にドバイ - ニューヨーク（ジョン・F・ケネディ）線で初就航した。そのほかに長距離路線の就航先として、ロンドン、シドニー、オークランドがあるが、今後の機数増加によって就航都市は増える予定である。2009年3月、エミレーツ航空は、採算悪化を受けドバイ - ニューヨーク（ジョン・F・ケネディ）線からA380撤退を決定、ボーイング777-300ERに変更した。
同機は商業運航の合間にクルーと整備員の訓練研修を兼ねて飛行していたが、同年9月に入り原因不明の電子機器トラブルが発生し飛行作業を中断した。商業運航が再開されたのは同年9月12日であった。
2008年9月19日、豪カンタス航空に同社向けA380-842（製造通算14号機）が引き渡され、同年9月21日にシドニーに到着した。同航空では約一か月間慣熟訓練を行ない、同年10月20日にメルボルン - ロサンゼルス線で商業運航を開始した。
2013年3月14日、通算100号機のA380がマレーシア航空へ引き渡された。マレーシア航空にとっては6機目の機体。しかしながら2015年5月、同社は業績不振の影響もあって近い将来にA380の放出を示唆した。2016年2月、同社CEOは、売却を延期し、少なくとも2018年まで同型機保有総数は現在の6機のまま据え置く、と述べた。同年11月30日、A380型機を新たな航空会社に移管し、イスラム教のメッカ巡礼のためのフライト計画を発表した。
2017年11月3日、エミレーツ航空に同社100機目のA380（機体番号：A6-EUV）が引き渡された。2018年に(UAE)の初代ザイード大統領の生誕100年を迎えることから、「100th A380」のロゴに加え、同氏を描いた特別塗装機となっている。

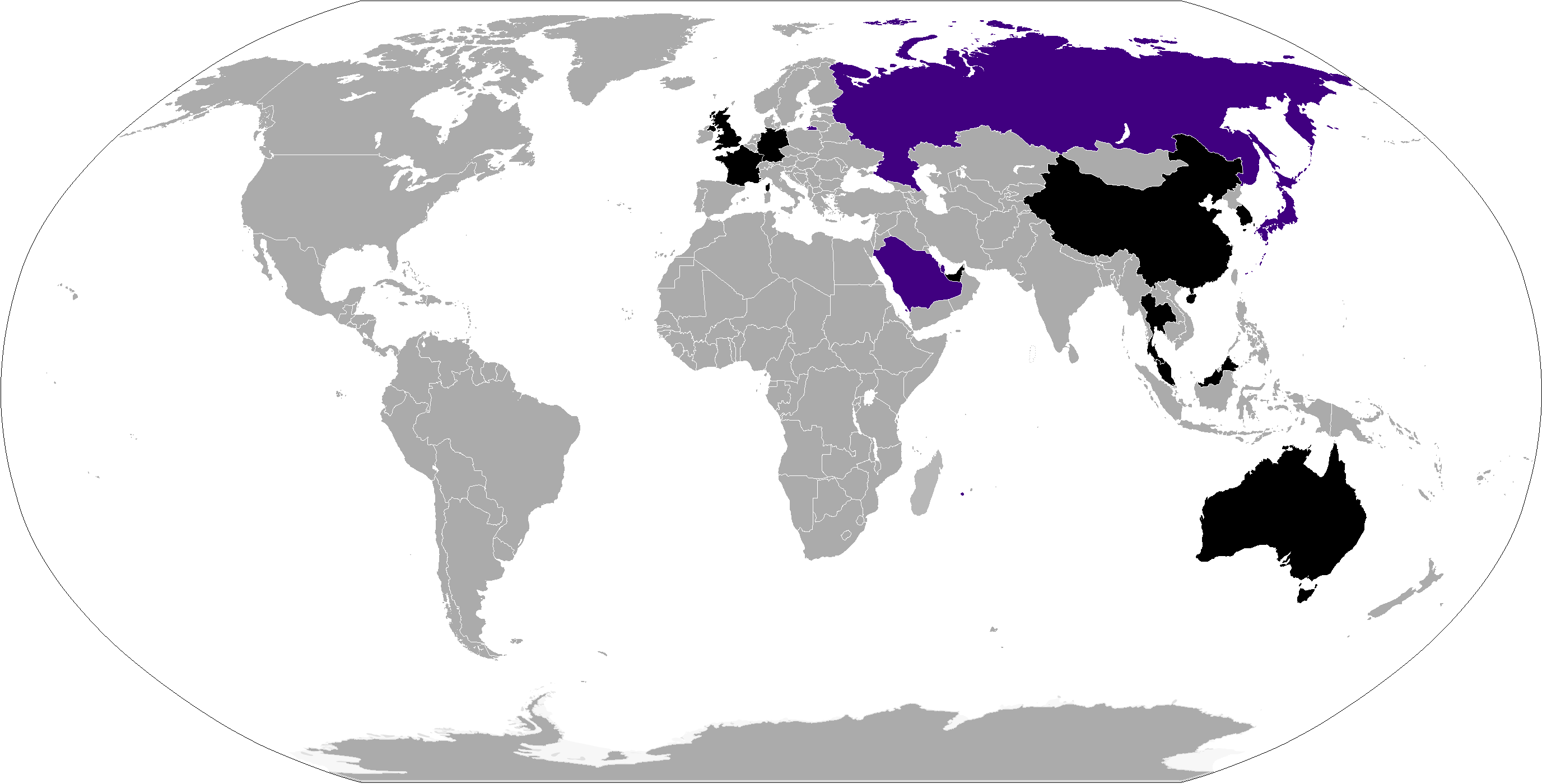
A380を1機以上保有する国
将来導入予定の国

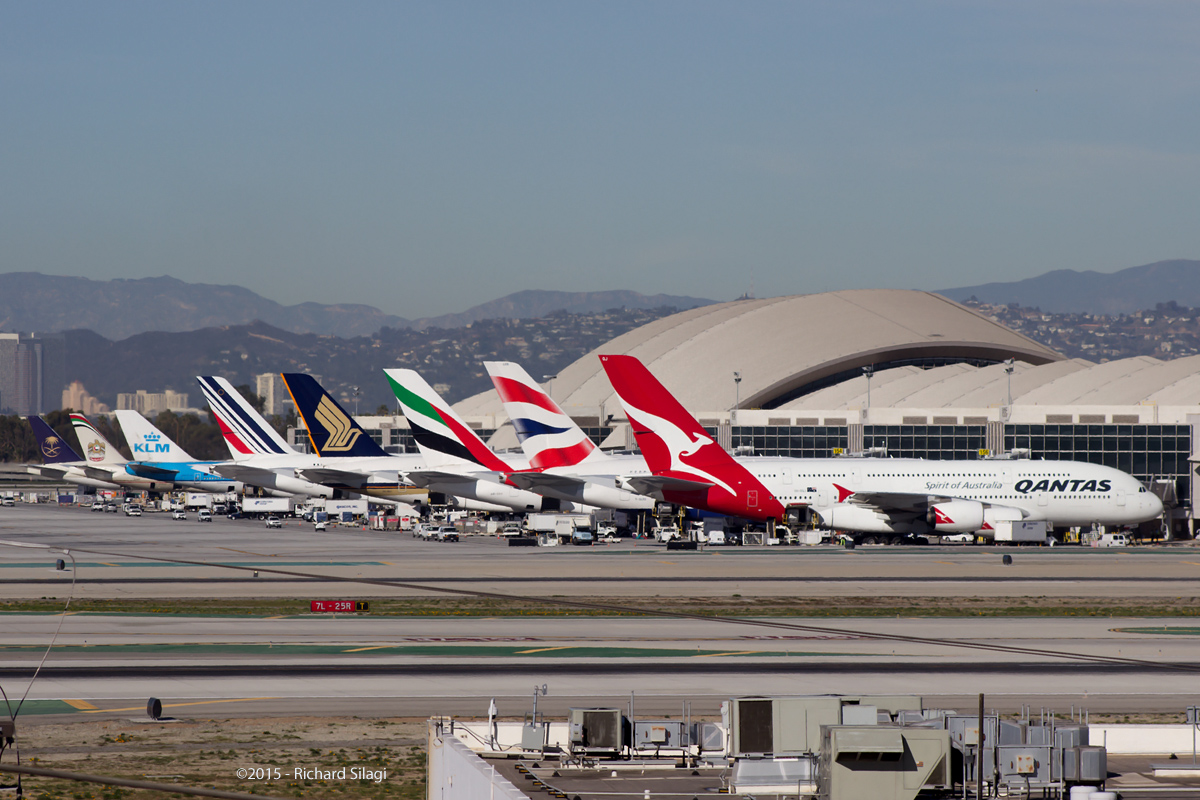
アメリカ・ロサンゼルス国際空港に並ぶエアバスA380

主な就航路線（2025年4月現在）(注)都市名が同じ場合、空港は同じとする。
- シンガポール航空 - 出発地：シンガポール
  - 就航地：ロンドン・シドニー・パリ・香港・東京/成田・メルボルン・チューリッヒ
- ルフトハンザドイツ航空 - 出発地：フランクフルト
  - 就航地：北京・香港・ヨハネスブルグ・ニューヨーク・サンフランシスコ
- エミレーツ航空 - 出発地：ドバイ
  - 就航地：ロンドン・マンチェスター・パリ・チューリッヒ・フランクフルト・デュッセルドルフ・ミュンヘン・マドリード・バルセロナ・アムステルダム・ローマ・ミラノ・シドニー・ブリスベン・メルボルン・パース・北京・上海・香港・東京/成田・大阪/関西・トロント・サンフランシスコ・ロサンゼルス・ニューヨーク・ダラス・ヒューストン・バンコク・クアラルンプール・シンガポール・ソウル・ジェッダ・クウェート・ムンバイ・モーリシャス
  - 以遠就航地：シドニー - オークランド・バンコク - 香港・ブリスベン - オークランド・メルボルン - オークランド
- カンタス航空 - 出発地：シドニー・メルボルン
  - 就航地：（シドニー・メルボルン）- ロンドン・ロサンゼルス・ダラス
  - 以遠就航地：（シドニー・メルボルン）- ドバイ - ロンドン
- 大韓航空 - 出発地：ソウル/仁川
  - 就航地：ロサンゼルス・ニューヨーク・アトランタ・パリ・香港
- ブリティッシュ エアウェイズ - 出発地：ロンドン
  - 就航地：ロサンゼルス・香港・ヨハネスブルグ・ワシントン・シンガポール
- アシアナ航空 - 出発地：ソウル
  - 就航地：ロサンゼルス・ニューヨーク・香港・バンコク・東京/成田
- カタール航空 - 出発地：ドーハ
  - 就航地：ロンドン・パリ・バンコク
- エティハド航空 - 出発地：アブダビ
  - 就航地：ロンドン・パリ
- 全日本空輸 - 出発地：東京/成田 
  - 就航地：ホノルル

### 日本への就航
日本路線は、2008年5月20日にシンガポール航空がシンガポール - 東京/成田線で運航開始したのが最初である。だが、悪天候により中部国際空港へ回避着陸（ダイバート）し、その後4時間ほど遅れて成田に到着した。なお当日は成田空港開港30周年の日であった。
その後、2010年6月12日到着便よりルフトハンザドイツ航空がフランクフルト - 東京/成田線（2014年3月の羽田線復帰以降、成田に乗り入れておらず、2018年1月現在では事実上撤退となっている）で、2011年6月17日より大韓航空がソウル/仁川 - 東京/成田線（往路：KE701・復路：702便）でそれぞれ運航開始。同年7月1日よりシンガポール航空がシンガポール - 東京/成田 - ロサンゼルス線でボーイング777-300ERに代わり運航開始、以遠権のフライトで初めて就航した。2012年7月1日よりエミレーツ航空がドバイ - 東京/成田線に就航し、成田空港の第2ターミナルビルに初めてA380が発着（ゲートは66番）したが、翌2013年5月31日をもってA380での就航を終了した 。   そして2016年（？） 再び就航した。
一方で、2010年9月2日到着便よりエールフランスがパリ - 東京/成田線で運航開始したものの、2014年5月11日をもってボーイング777-300ERに機材変更された。大韓航空もデイリー運航から曜日限定運航に切り替え、2012年4月以降は全便他機材に切り替えたが、2012年10月28日から2013年3月30日まではA380での運航が復活している（往路：KE705・復路：706便。ただし、他の機材により運航される場合がある）。
シンガポール航空では2012年8月10日 - 8月15日に、大阪就航40周年を記念してシンガポール - 大阪/関西（往路：SQ618・復路：SQ619便）線で運航し、関西国際空港に定期旅客便として初めてA380が就航した。なお、当路線では2013年・2014年にも8月中旬に運航している。また、2014年8月9日・8月13日には名古屋就航25周年を記念してシンガポール - 名古屋/中部（往路：SQ672・復路：SQ671便）線でも運航し、中部国際空港にも定期旅客便として初めてA380が就航した。
タイ国際航空が、2013年1月1日からバンコク - 東京/成田線で運航開始（往路：TG676・復路：TG677便）。さらに同年12月1日からは、東京/成田線で午前出発便もA380に変更（往路：TG641便・復路：TG640便）、またバンコク - 大阪/関西線（往路：TG622・復路：TG623便）でも運航開始。2015年5月からB747-400に機材変更し運航していたが、2016年5月16日から10月29日までの間、再投入され、2017年1月前後にB747-400となったが、2017年9月現在、成田発夕刻便とその復路便、関空発夕刻便とその復路便をA380で運航している。
アシアナ航空が、2014年6月13日からソウル/仁川 - 東京/成田線（往路：OZ102・復路：OZ101便）、同年7月29日からソウル/仁川 - 大阪/関西線（往路：OZ112・復路：OZ111便）で、同年8月19日まで一時的に投入された。そして、2016年10月30日から11月9日の間、ソウル/仁川 - 東京/成田線（往路：OZ102・復路：OZ101便）で期間限定投入され、2年ぶりに日本に同社のA380が飛来した。2017年10月29日から2018年3月24日まで、再度ソウル/仁川 - 東京/成田線（往路：OZ102・復路：OZ101便）にA380を投入している。
シンガポール航空の路線計画変遷に伴い、2016年10月22日をもってロサンゼルス-東京/成田線-シンガポール線(SQ11/12)におけるA380の運航が終了となった。同路線は翌日よりB777-300ERとなったが、東京/成田線-シンガポール線(SQ637/638)がA380になるとの発表もない。また同社は羽田線も有していることから、A380は東京/成田線から事実上の撤退となった可能性が高い。この後、大阪/関西線については同年12月4日から2017年始にかけて期間限定で運用されている。
マレーシア航空が、ロンドン線のみで使用しているA380を2017年8-9月の期間限定で成田路線に導入し、東京/成田線-クアラルンプール線(MH89/88)に運用した。また、2015年12月14日、同月20日に決勝戦が開かれる「FIFAクラブワールドカップ2015」に出場するFCバルセロナ（欧州代表）の選手とサポーターを乗せたバルセロナ-東京/成田直行チャーター便は、同クラブ首脳がVIP席の多さにこだわった結果A380となり、マレーシア航空所有6機目、A380累計100機目のロゴ入り機であった。
以上のように、本機体の初就航当時は日本への乗り入れに積極的なエアラインが多数あったものの、2017年3月現在は撤退あるいはデイリーから季節限定あるいは期間限定に切り替えとするエアラインが増えつつある。しかし、エミレーツ航空が2017年3月26日からドバイ - 東京/成田線にA380を再就航させ、日本に定期的に乗り入れる外資系のA380はタイ国際航空と合わせて2社となった。
2022年10月、F1日本グランプリに伴い大韓航空がチャーターされシンガポール/チャンギ-名古屋/中部(KE9642)で初上陸した。

### 日本の航空会社の動向
日本はA380と同じく大型旅客機と呼ばれているボーイング747を世界で最も多く導入していたことから、日本航空や全日本空輸がA380を導入する可能性があると言われていた。2010年10月、羽田にデモフライトした際、エアバス側の意向で新千歳空港での適合テストも行なわれた。

#### スカイマーク

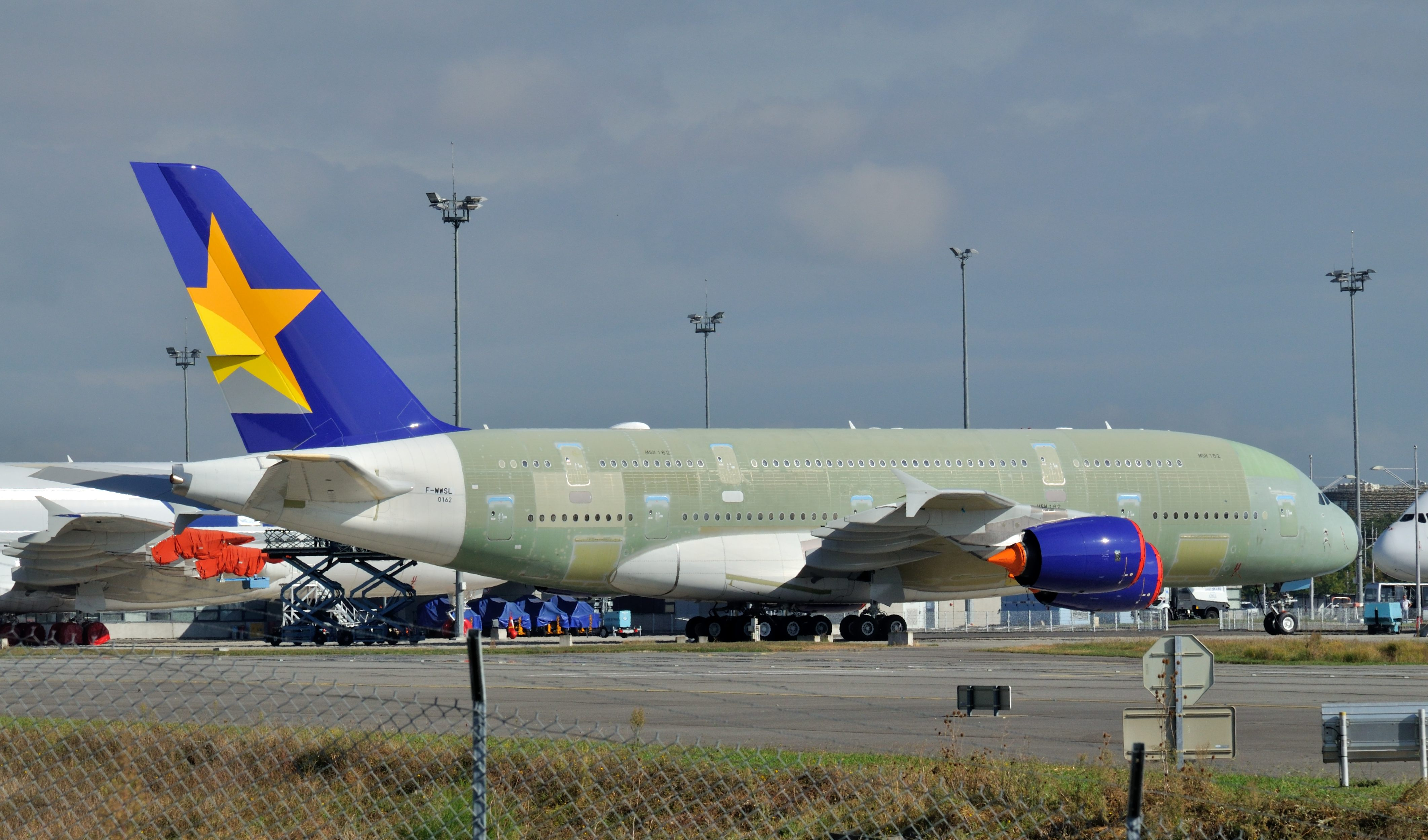
製造が進められていたスカイマークのA380。既に2機は完成していたが、この直後に同社が経営破綻したため、結果的にはキャンセルに終わった。

スカイマークは国際線参入の一環として2010年11月8日に同機購入に基本合意し、2011年2月17日に6機（うち2機はオプション）の購入契約を正式に締結した。この正式契約成立により、日本の航空会社として初めてエアバスA380が導入され、同時に日本籍で初めてエアバス社製・四発ワイドボディ機が登録されることになり、契約通りに進めば2014年に2機導入の予定であり、ロンドンやフランクフルト、ニューヨークへ就航させるほか、2018年以降にも9機追加導入する計画を明らかにしていた。スカイマークカラーに塗られた機体の試験飛行も行われていたが、スカイマーク側が経営悪化を理由に契約変更を申し出たところエアバス側が拒否し購入契約が決裂。購入キャンセルについて交渉中であることが明らかにされた。
2014年7月28日、2014年前期に円安に伴う燃料費高騰や格安航空会社 (LCC) の台頭などによって経営が赤字転落した状況から、スカイマーク側がエアバスに「2機の導入延期、および4機の契約解除」とする案を打診した。するとエアバス側はスカイマークに「大手航空会社の傘下」に入ることを要求し、さらにこれを拒否して契約をキャンセルした場合は「違約金」を請求することになる、とブルームバーグが報道した。これを受けてスカイマークは「当社の経営の主体性を揺るがすような主張は受け入れられない」とする声明を発表したが、この声明を受けたエアバス側は「スカイマークとの協議および同社の機体に対する姿勢を受け」て契約協議の終了を通知し、さらに「すべての権利及び権利侵害における救済措置を保持している」として、最大700億円規模の違約金を請求される事態となった。
ところが、スカイマークに販売予定だった機体を別の航空会社に売る目処がついたこともあって2014年10月に最低200億円まで減額に合意する方針と朝日新聞が報道。その後、スカイマーク側の経営不振による資金不足もあり、2014年12月の時点でスカイマークとの契約が解除された機体がまだ他社に納入されていないことが会員制写真投稿サイトのAirliners.netで確認されている。また違約金交渉が最終合意された事実はないが、12月19日になってエアバス側が英国商事裁判所に対して訴訟準備を開始したことが報道され、スカイマーク広報もこれを追認した。スカイマーク向けに製造された2機は、2016年にエミレーツ航空へ売却された。

#### 全日本空輸

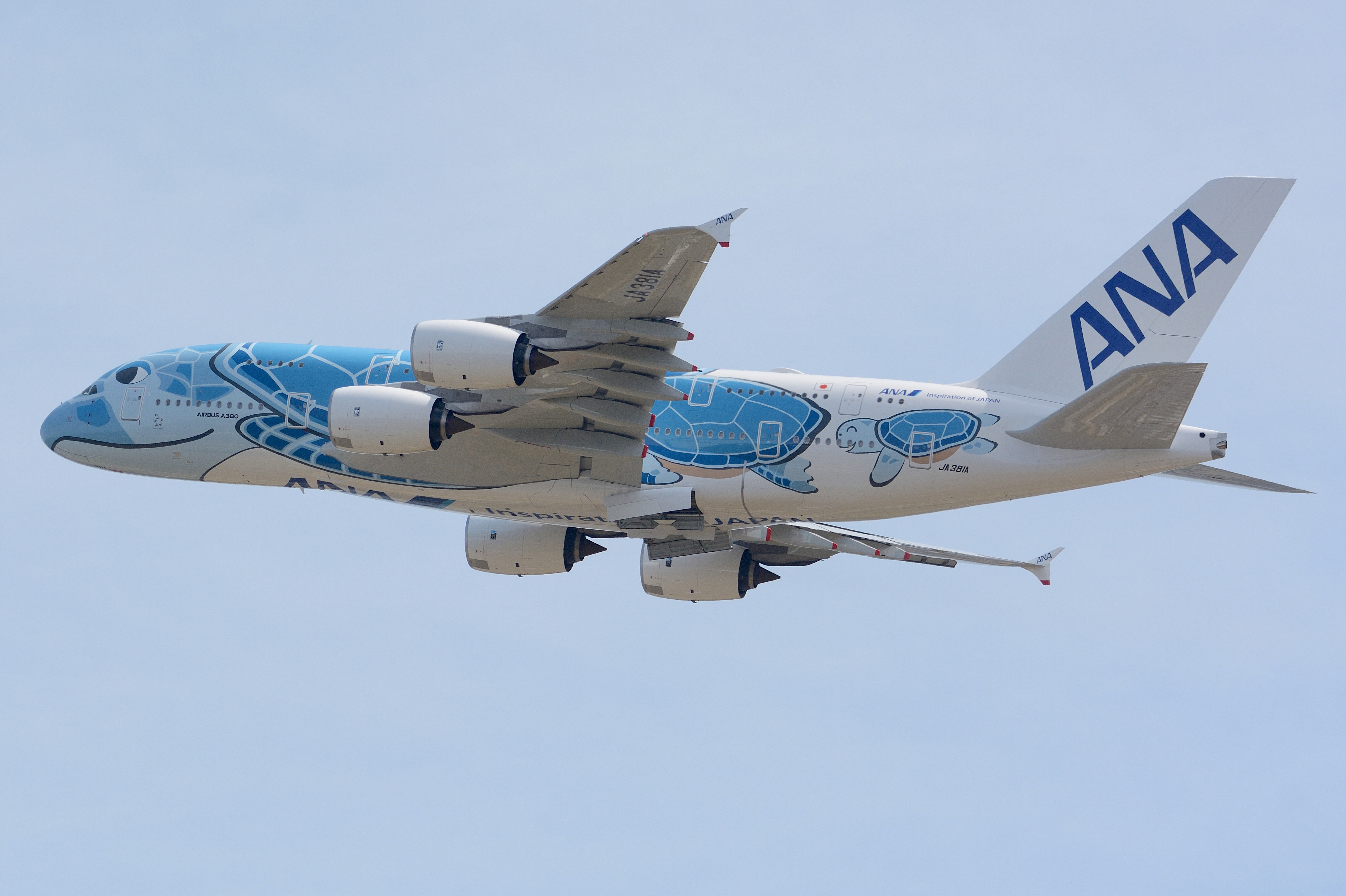
ANAのA380-800「FLYING HONU」1号機(JA381A)

全日本空輸は、当初A380導入の是非について、2008年内に結論を出す予定であったが、2008年12月に世界経済の悪化を受け、「ボーイング747-8とともに大型機の導入計画を一時凍結する」と発表した。理由は世界の金融不況に伴うもので、「新大型機検討委員会は廃止されずに時期を見て再開させる」とされていた。
しばらく話の進展がなかったが2014年3月27日、同社は5機種の機材発注を同時決定した。そのうち、大型機として既存のボーイング777-300ERに加え、ボーイング777-9が新たに加わった。2014年3月31日をもって同社からボーイング747が全機退役したにもかかわらず導入話の進展がなかったことに加えて、「新大型機1種」は777-9として選定された。エアバスA380を全日空が導入する話は一旦ここで終了した。
2016年1月に、ANAの親会社ANAホールディングスが、A380型機を3機導入すると日本経済新聞より報道された。
スカイマーク破綻による債権者集会でANAによる再建案に最大債権者であるエアバス、ロールスロイスが賛成するとの取引によりスカイマーク再建がANA支援決定後、この機体は当初予想されたスカイマーク向けではなく、全日空向けの新規発注機材であった。当時は2018年頃に納入される予定で全日本空輸のハワイ路線に投入され、成功すれば追加発注につながる可能性もあると報じられた。
2016年1月29日、ANAホールディングスはA380型機3機導入を正式発表した。その後特別塗装デザインと、愛称「FLYING HONU」を決定。2019年3月14日に1号機を受領、同年5月24日に成田-ホノルル線に同機が週3往復で就航を開始した。また、2019年度第1四半期には2号機を受領、同年6月18日に就航した。座席は、520席と現在日本最大の有償座席数が用意され、2階にファーストクラス8席、ビジネスクラス56席、プレミアム・エコノミー73席とエコノミークラス以外の全てのクラスが導入された。
しかしCOVID-19の影響により全機運航停止となり、定期的に遊覧チャーター飛行などで運航している。さらに2019年10月に初飛行した最終号機である3号機は2020年10月にエアバス書類上は引き渡しが完了しているものの、同社の大幅赤字と多額の借入金のために、引き取りを延期し、仏トゥルーズで約1年整備保管されていたが、2021年10月に引き取り、同月16日に初飛行から2年、引き渡しから1年経過して来日となり。初飛行から4年近く経過した2023年10月20日に営業運航された。

## 名前の由来
本来の命名規則によればA340、A350と続くはずであったが、この機種はいきなりA380になっている。理由は以下の通り。
- A340-300の標準座席227席の2倍となる550席の標準座席から、340の「40」を倍数の「80」にしたため[3]。
- 航続距離が8,000マイル（約12,800km）に向上し、それを強調するため

## 機体

### 外形
A380型機は、低翼で後退角を持った主翼、通常形式の尾翼、主翼パイロンに装着したエンジンなどの一般的なジェット旅客機と同じ特徴を持っている。ボーイング747の機体上部は2階建て部分のみ膨らんでいるが、A380は総2階建てであるため段差は無い。
航空会社によるオプションとして垂直尾翼の前縁頂点部に機外カメラを取り付けることが可能で、機内のモニターには高さ24mからの映像が映し出される。
エアバスでは航空機各部を各国の組み立て工場から、最終組み立て工場があるトゥールーズやハンブルクまでエアバス ベルーガにより自前で空輸しているが、A380の胴体セクションや主翼は巨大すぎて格納できないため、船舶と陸路による輸送を行っている。なおベルーガの後継機として貨物室の容積を拡大したエアバス ベルーガ XLにも搭載できない（最大でもA350まで）。

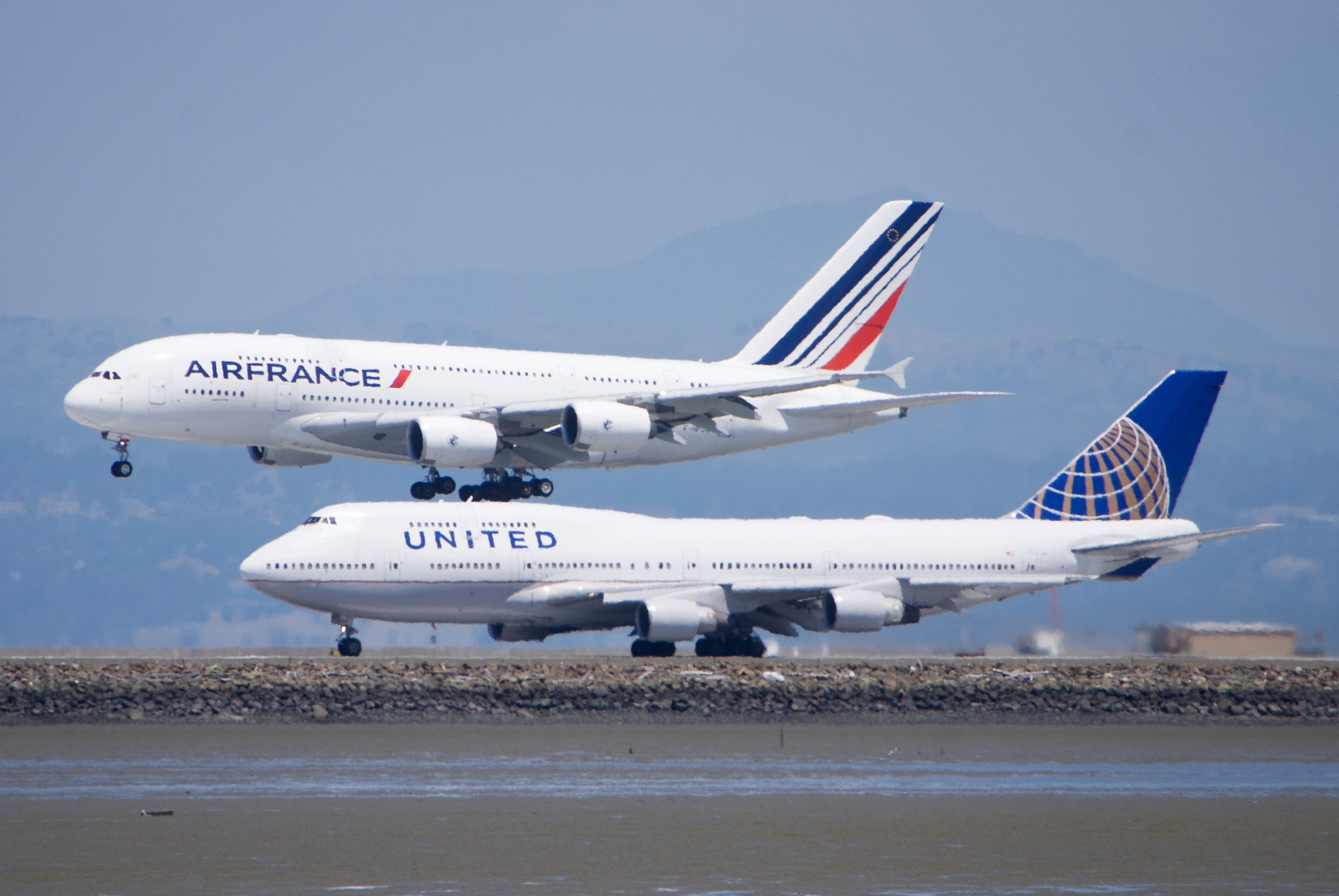
747（下）とA380（上）の形状比較
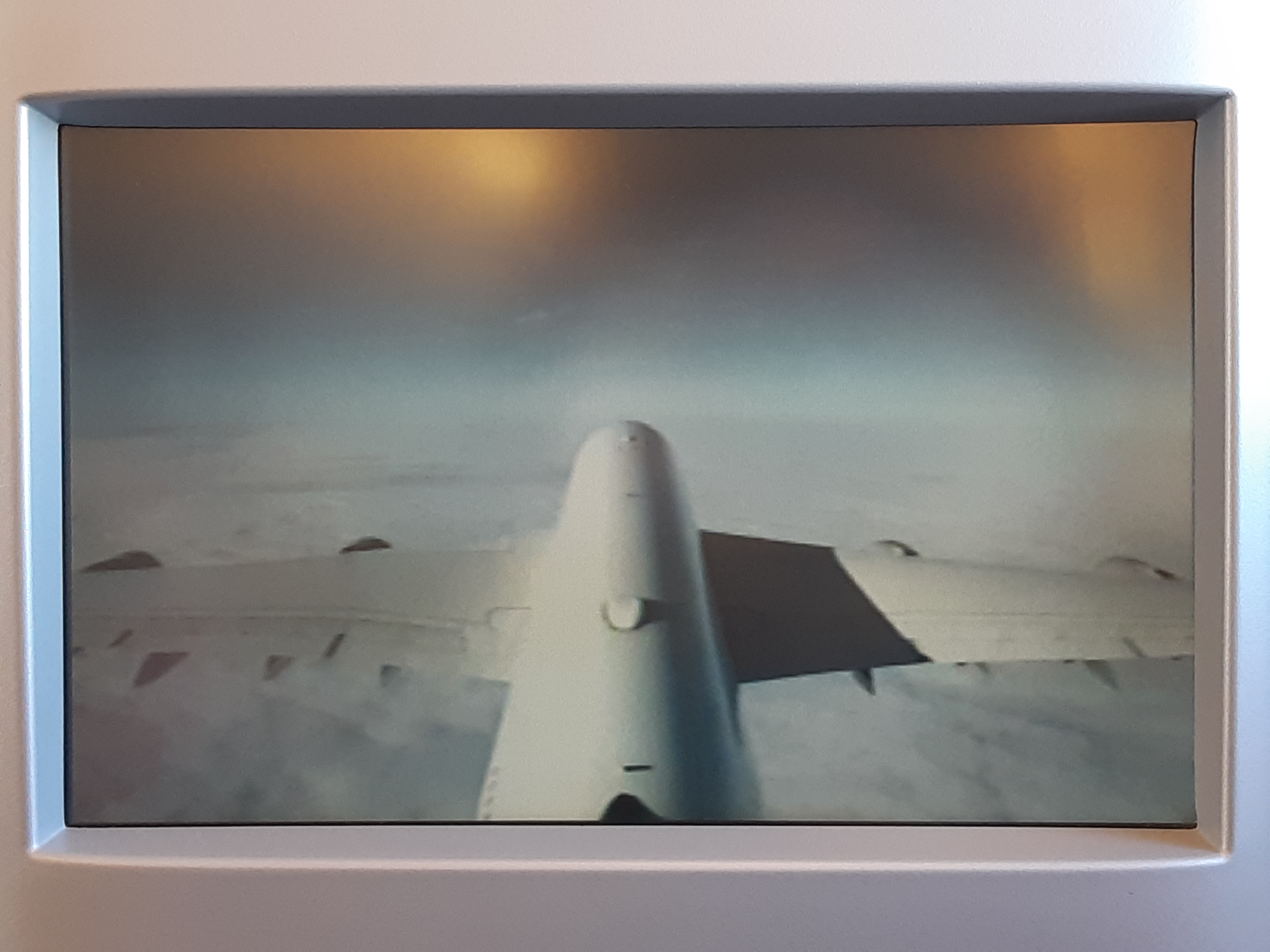
機内のモニターに映し出された垂直尾翼カメラの映像

### 客室
2階建ての客室の1階（主デッキ）は最大幅6.58mで、ボーイング747-400の主デッキ客室最大幅より45.7cm広い。また上部デッキの客室最大幅は5.92mでエアバス社の従来のワイドボディ機の客室最大幅5.62mよりわずかに広い。ボーイング747と違い2階席も通路が2つある。

#### 店舗・サービス設備
エアバスはその客室の広さを活かしラウンジ、滝、バー、免税品店やシャワールームなどを設けることも可能としており、実際にエミレーツ航空はファーストクラス利用者向けのシャワールームを設置した。しかし、飛行中は不測の乱気流で機体が大きく揺れることがあり、乗客が怪我や死亡する危険を最小限にするには、乗客が常に立ち歩く状態は好ましくない。作ったとしてもすぐに廃れる、という意見もあるが、エミレーツ航空はブルジュ・アル・アラブおよびパーム・ジュメイラの装飾を施したバーを導入している。
なおボーイング747の開発時にも接客設備の採用が検討され、ラウンジはいくつかの航空会社において実現したものの、座席数を増やすためにその後廃止された。

#### 座席数
キャビンの総面積はB747-400の約1.5倍、座席数はファースト・ビジネス・エコノミーの3クラスからなる標準座席仕様で同じく約1.3倍である。エアバスでは「従来の大型機と比べて同じ座席仕様でありながら、1人当たりの占有面積が広くなる」を同機のセールスポイントとしている。エティハド航空では、これを活かし通路を1つとする代わりにベッドを座席ごとに設置することで、通常のファーストクラスよりさらに上位のクラス「ザ・レジデンス」（The Residence）を導入している。
座席の機内が総2階建て構造であることから、客室の最前部(メインデッキのL1/R1ドア付近)と最後部にそれぞれ直線式と螺旋式の階段が設けられ、最前部の階段では大人2人が楽にすれ違える幅がとられている。なお、2017年に最前部階段の位置を従来のメインデッキのL1/R1ドア付近からL2/R2ドア付近への設計変更が可能になることが発表された。これにより、一例として4クラス497席の座席数から78席増の575席へと座席数を増やすことが可能となる。更に2018年4月には、新造機だけでなく既存機にも適用可能な「キャビン・フレックス」オプションが導入された。これは、2階のドア3を機能させないことで、プレミアムエコノミーで最大11席、ビジネスクラスで7席増やすことが可能になる。
民間旅客部門では今までにない座席数である。例としてエール・オーストラルはモノクラス（エコノミークラスのみ）の仕様で計840座席とし、世界最多有償座席数として記録が更新される計画もあったが、発注はキャンセルされた。2クラス仕様では2015年11月4日にエミレーツ航空が中距離2クラス仕様・615席（ビジネス58席・エコノミー席557席）を受領した事で、2クラス仕様における世界最多有償座席数であったANAのボーイング747-400D（2014年3月31日をもって全機退役）の569席を上回り、記録を更新した。2016年7月現在、2クラスで世界最多の有償座席数そして世界初の600席台有償提供である。標準座席仕様では、2011年12月12日まで、エールフランスが538席として、有償提供をしていた。3クラス仕様における初の500席台であり、世界最多有償座席数の記録を更新している。
2000年代後半以降では、ワンランク上のエコノミークラス（プレミアムエコノミーなど）を導入して4クラス仕様とする航空会社があるが、エールフランスが2018年現在516席として、有償提供をしている。この仕様においても初の500席台であり、当時世界最多有償座席数の記録を更新していたが、2019年3月20日に全日本空輸の520席（ファースト8席・ビジネス56席・プレミアムエコノミー73席・エコノミー383席）に4クラス世界最多有償座席数の記録を抜かれた。

断面図
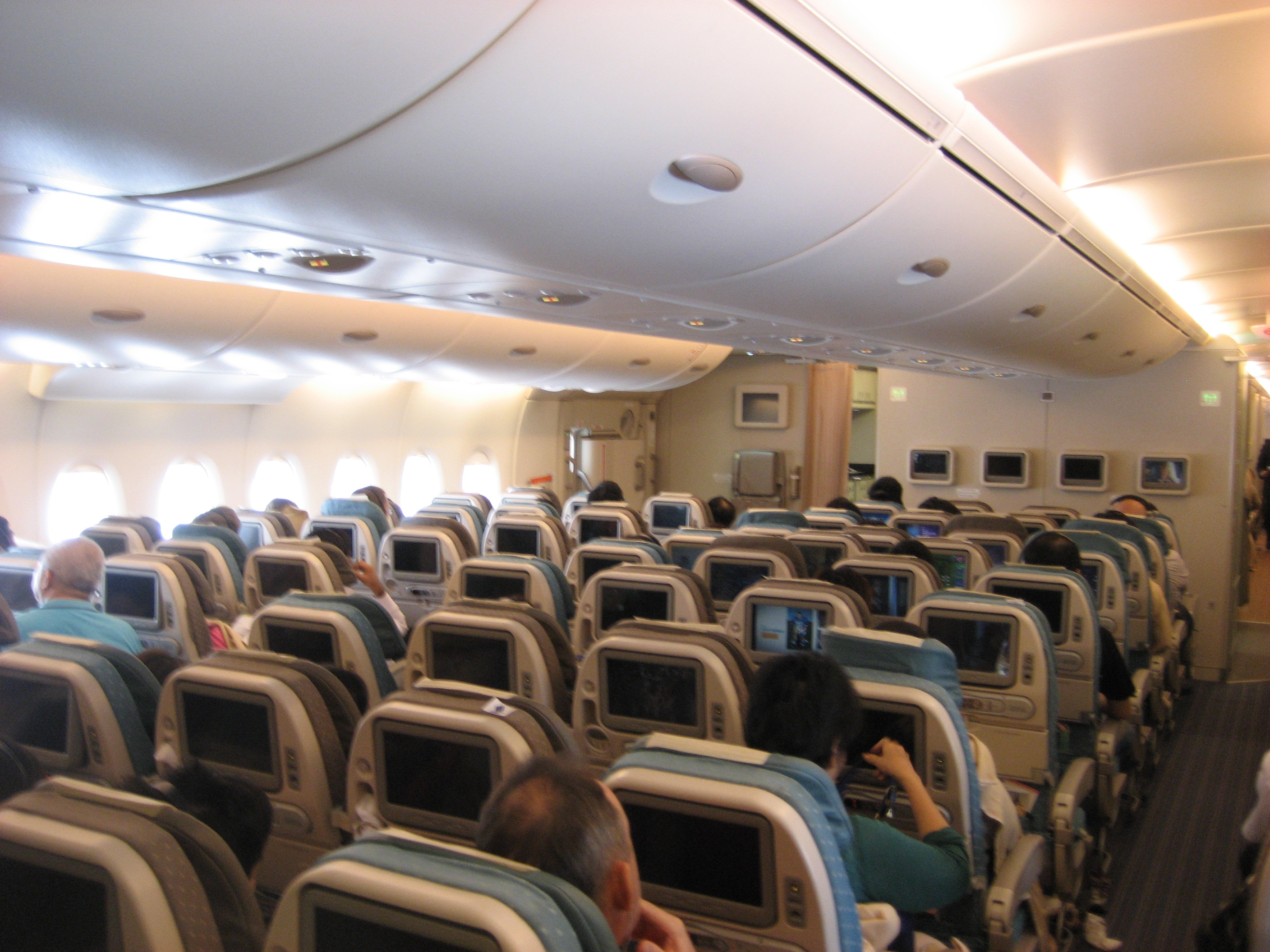
メインデッキ
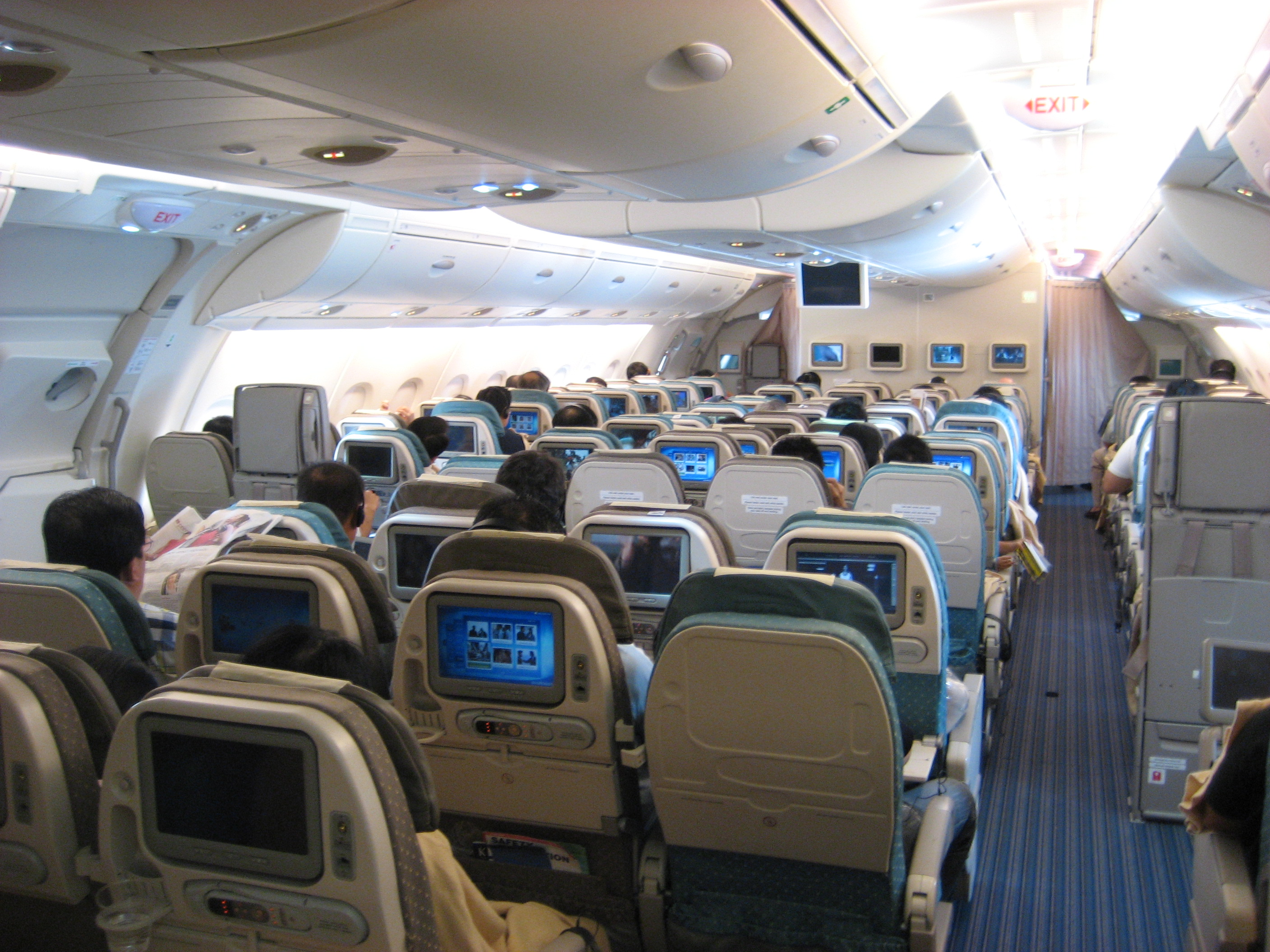
アッパーデッキ
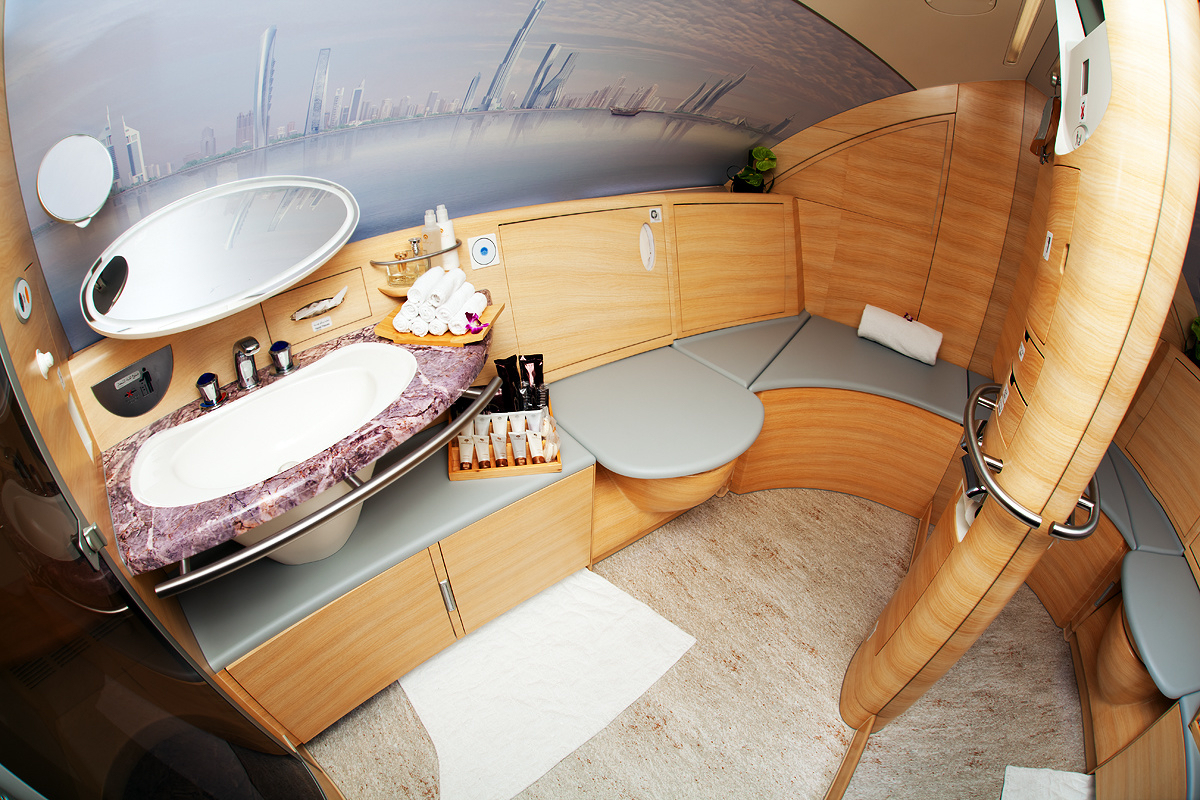
エミレーツ航空ファーストクラス専用のシャワールーム
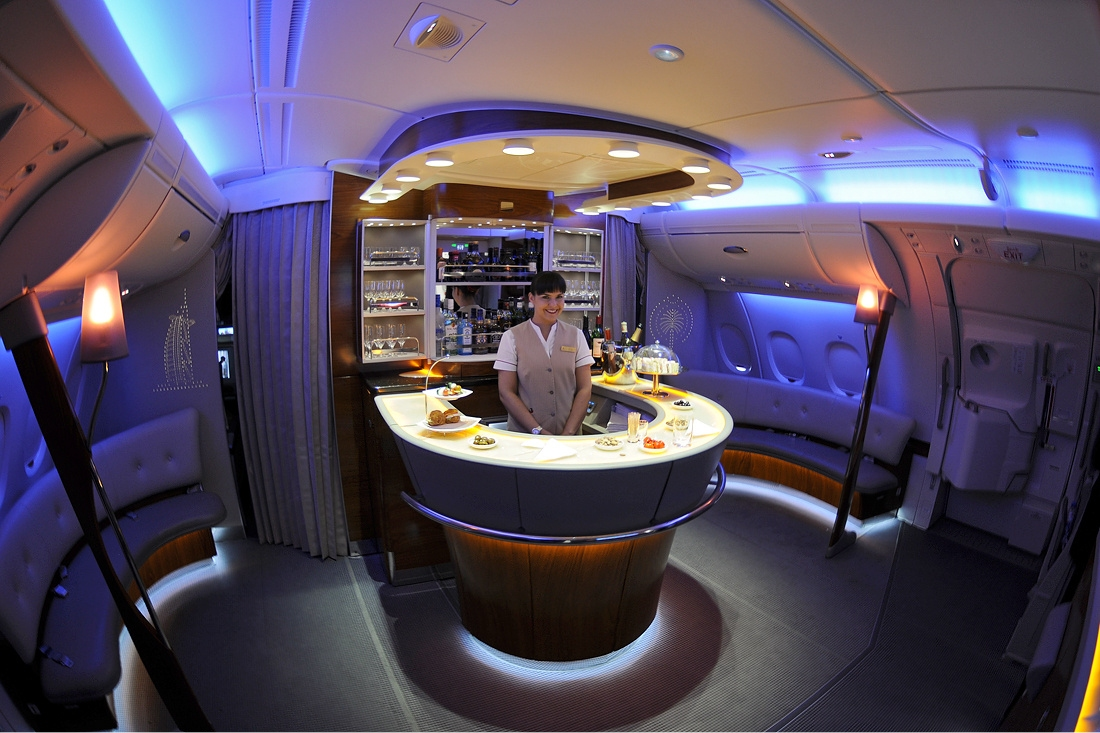
エミレーツ航空機内にあるバー
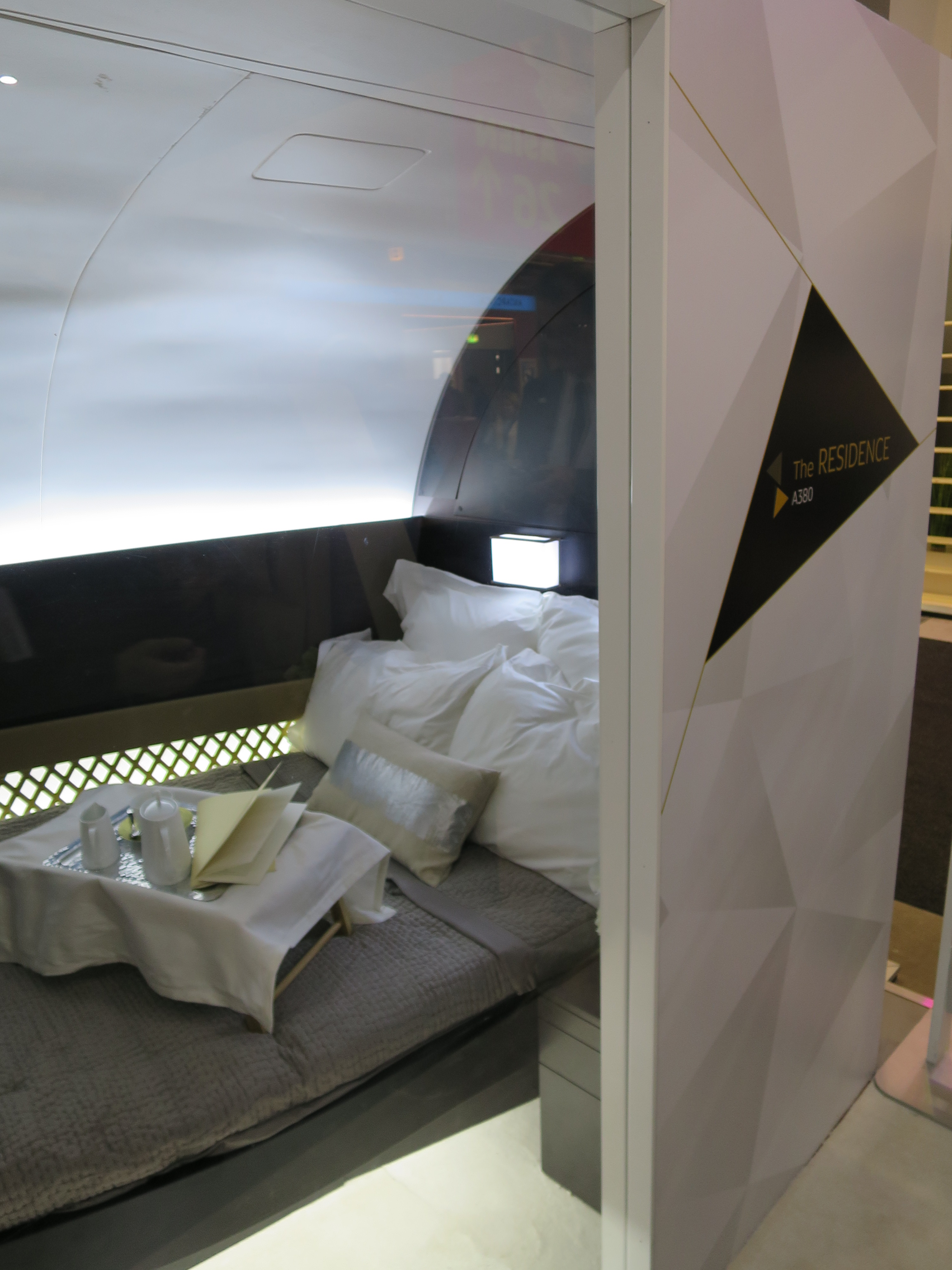
エティハド航空機内の「ザ・レジデンス」のベッドルーム

### 操縦室
操縦室と乗務員休憩区画などは2階建て客室部分の前にあり、メインデッキと呼ばれる1階とアッパーデッキと呼ばれる2階の間の1階より少し上がった中2階の高さに位置している。これは視界の確保と他のエアバス機との互換性のことも考えての設計である。
操縦室は予備席も含めて5つの座席が備わる。2人乗務による操縦を行えるように、最前部左の機長席とその右の副操縦席の2座席を取り巻き操縦装置類が配置されている。操縦室後半には間隔を開けて2つまたは3つの座席が備わっている。
本機はLCD（液晶ディスプレイ）グラスコックピットを備えている。ただし、エアバス社の従来のグラスコックピットと違う点は、一辺8インチの正方形のLCD6面から、縦8インチ横6インチの縦長のLCDが8面へと増えたことであるこれにより、コックピットに持ち込む書類数削減が可能となる。操舵形態は同社ではエアバスA320以来採用されているサイドスティック方式である。

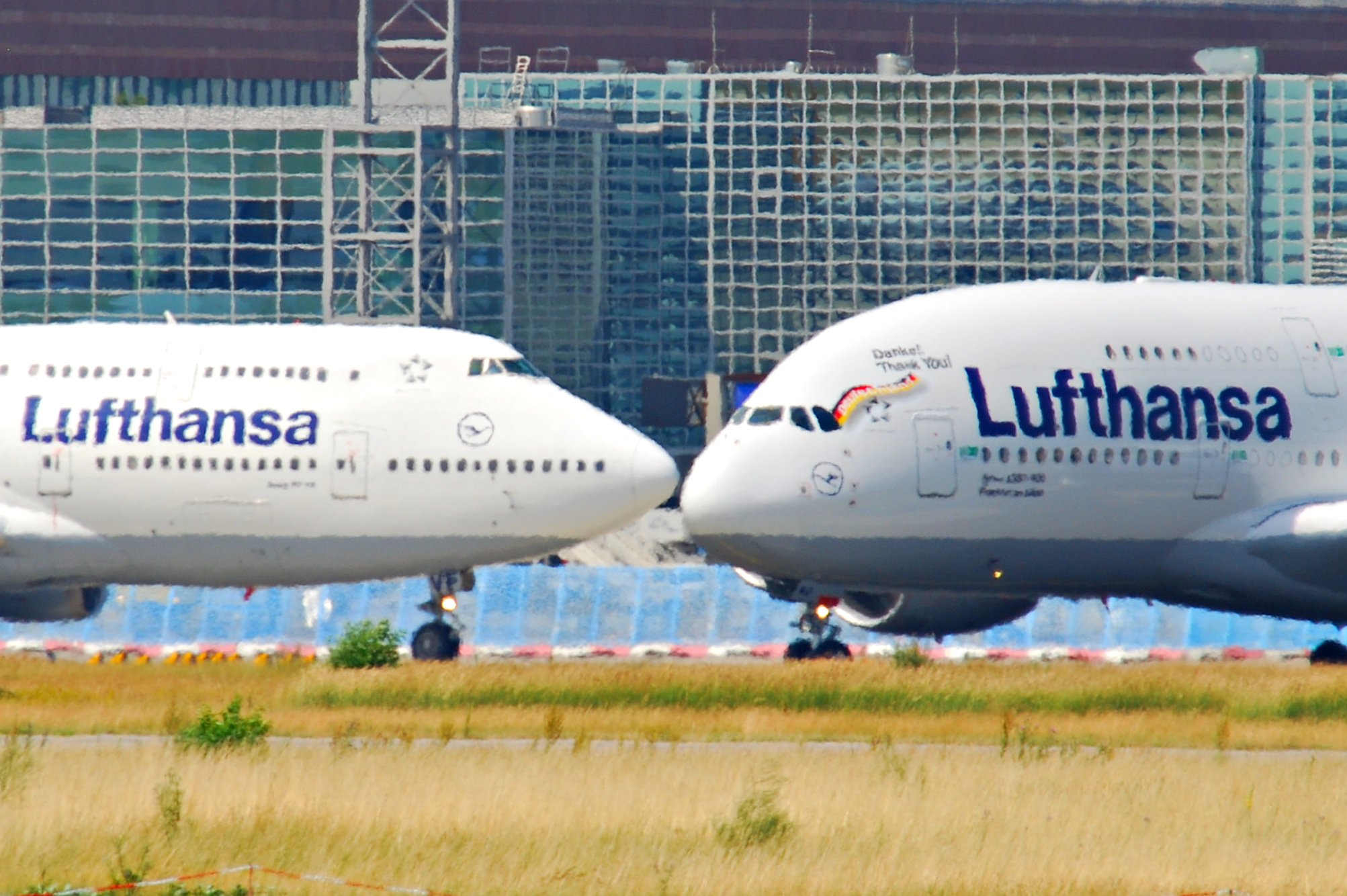
747（左）とA380（右）の比較。操縦室の位置が低いことが分かる。
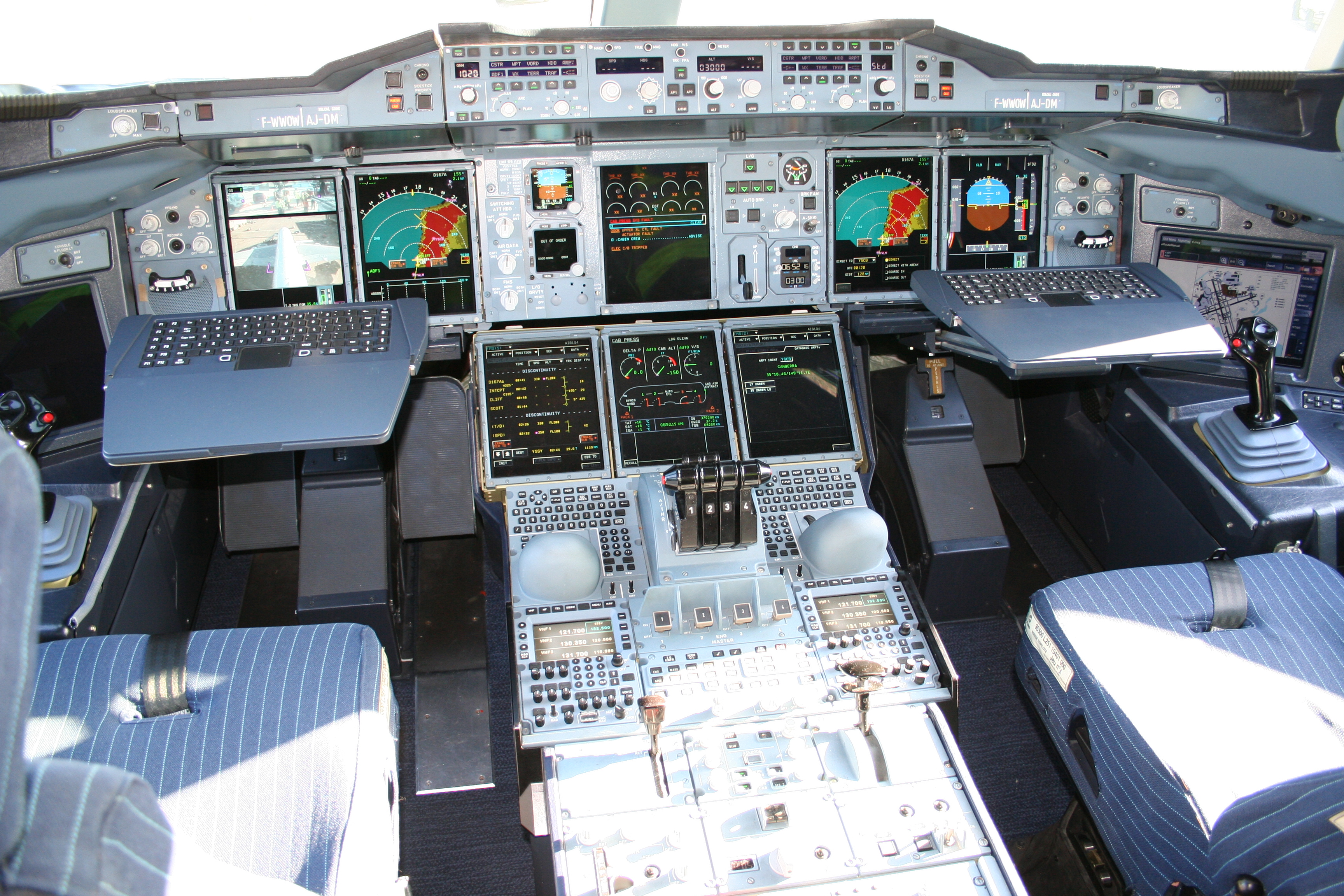
操縦室内部

### エンジン

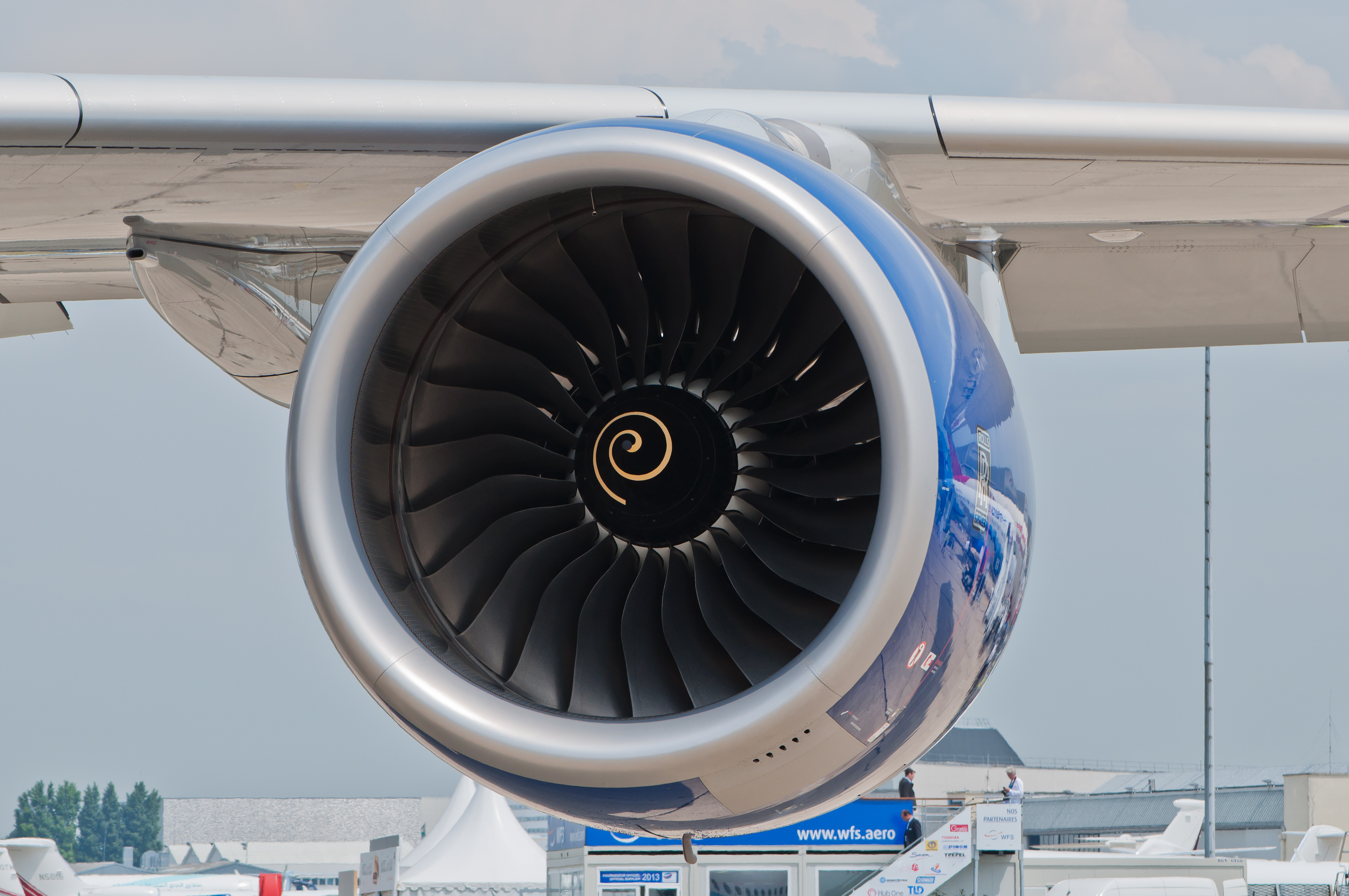
ロールス・ロイス トレント 900のジェットエンジンを搭載したブリティッシュ・エアウェイズのA380

2社が製造するエンジンから1種類を選ぶことができる。これらはいずれも主翼下面にパイロンを介して左右に2つずつ合計4基が取りつけられる高バイパス比ターボファンエンジンである。1つはロールス・ロイス・ホールディングス製トレント 900、もう1つはエンジン・アライアンス（GE・P&Wの合弁企業）製GP7270である。トレント 900はA380が初飛行した時のエンジンであり、最初は数多く販売されたが、その後GP7200の販売も伸びてきており、トレント 900の発注と肩を並べるまでになっている。エンジンのメーカー別にA380の型式がロールス・ロイス トレント900シリーズはA380-84X、エンジン・アライアンス GP7200シリーズはA380-86Xと表され区別できる。
着陸滑走時には、ボーイング747などの4発機はエンジン4基全ての逆噴射装置を使用するが、A380では内側の第2と第3エンジンの2基分のみを使用する。操縦席のリバース操作レバーも、第2と第3エンジンの部分のみである。なお、計画当初A380はブレーキ性能が十分とのことで逆噴射装置を採用する予定はなかった。重量軽減と信頼性向上のため、逆噴射装置では民間機では初となる電気で作動するETRAS (Electrical Thrust Reverser Actuation System) を採用している。
低騒音で低二酸化炭素排出量を実現し、世界一運航規制の厳しいロンドン・ヒースロー空港でも24時間運用が可能である。このことから広告では「環境にやさしい飛行機」であることを売りにしている。

### タイヤ
巨体を支える降着装置のタイヤは、ノーズギア2本、ボディギア12本（6輪ボギー×2）、ウイングギア8本（4輪ボギー×2）の計22本である。なお、ボーイング747のタイヤはノーズギア2本、ボディギア8本、ウイングギア8本の計18本、ボーイング777ではノーズギア2本、ボディギア12本の計14本である。
- タイヤを製造しているのは、ブリヂストンである[83]。初号機にはブリヂストンのタイヤが採用された[84]。また、エミレーツ航空向けの機材にはミシュランがタイヤを製造すると報道された[85]。

### 空港の対応
航空交通管制では後方乱気流を考慮した飛行間隔を決定する際、最大離陸重量で区別しており、 通常300,000ポンド(136t)以上をヘビー（Heavy）として扱うが、A380の登場によりスーパー（Super）のカテゴリーを新設した。このため空中で着陸の順番待ちや離陸滑走において747などの従来の大型ジェット機以上に間隔が必要となり、空港の利用効率化にはネックとなる。
国際民間航空機関（ICAO）では、A380型機などの新大型航空機に対応する新たな飛行場等級「コードF」を設定し、滑走路や誘導路など基本施設の整備について細かな基準を設けている。それまではボーイング747-400型機などの大型ジェット機を想定したコードEが最高ランクであった。
旅客取扱施設においては、総2階建てという新型機の特性から、固定ゲートを利用して航空機に搭乗する際のPBB（パッセンジャー･ボーディング･ブリッジ:搭乗橋）の運用が大きな課題となる。エアバス社によれば、現在世界の空港で広く採用されている、1機あたり2本のPBBで十分対応可能であるが、メインデッキ2本使用で140分、アッパーデッキ、メインデッキ各1本、計2本使用で90分のターンアラウンド（便間作業）タイムを設定している。アッパーデッキ1本、メインデッキ2本、計3本のPBBが使用出来れば、さらに乗降に必要な時間や機内清掃など作業時間なども短縮されるため、乗客の利便性がさらに向上するとしている。このほか、ゲートラウンジの拡張や、駐機中の航空機に電気や空調を供給する地上動力装置（APU）の能力アップなどが必要となる。

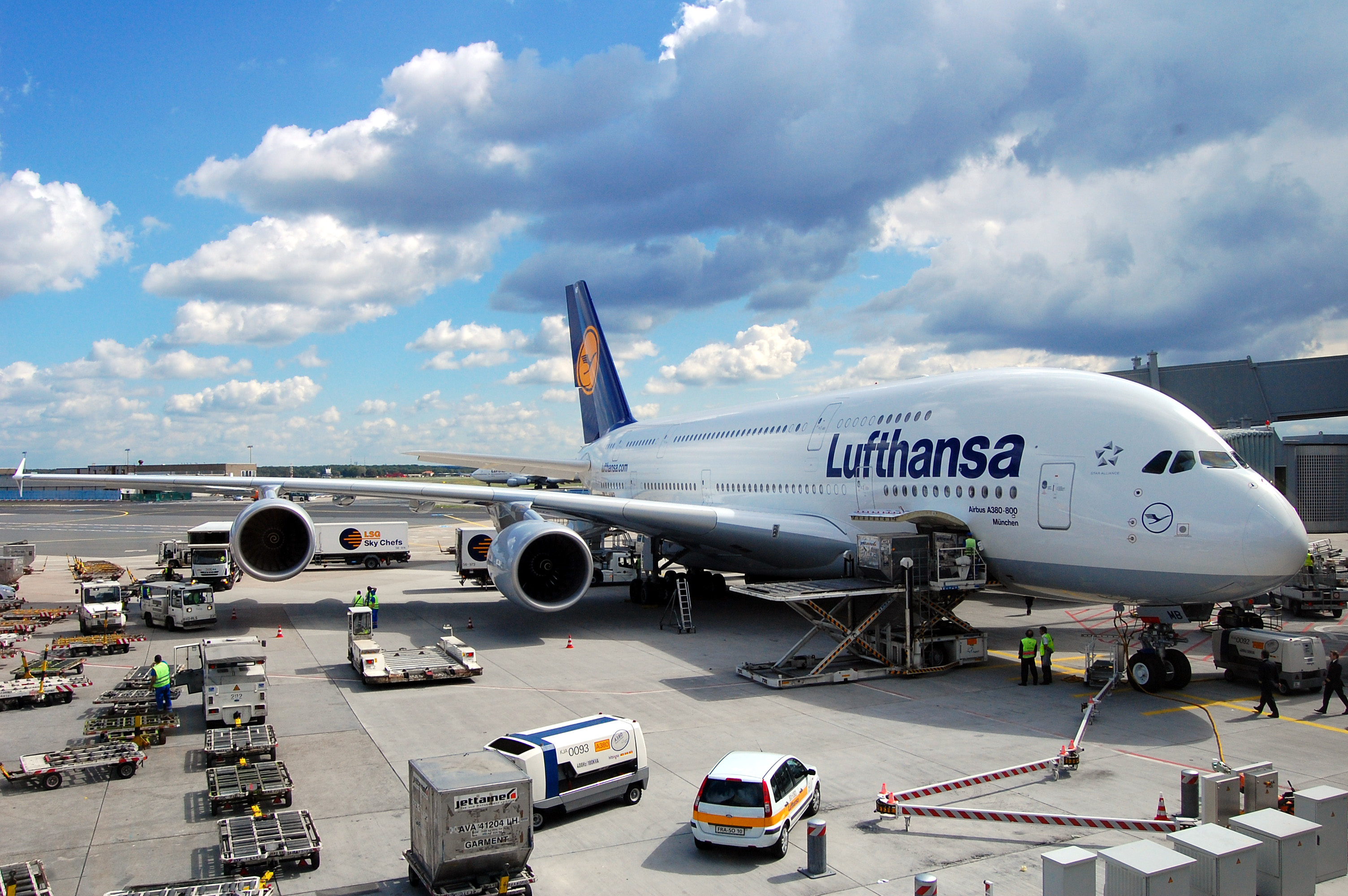
フランクフルト空港におけるルフトハンザドイツ航空のA380-841型機のグランドハンドリング

日本の空港では、成田国際空港が2020年時点で第1ターミナルビルの15番・26番・45番・46番・54番、第2ターミナルビルの66番、96番が対応している。東京国際空港（羽田空港）は、第3ターミナルの107番スポットが該当する（ただし、混雑する昼間の定期乗り入れは後方乱気流の問題から、国土交通省は認可しない方針だが、成田空港閉鎖時の代替着陸による緊急運用を見込んでいる。詳細は羽田空港発着枠を参照）。関西国際空港は第1ターミナル国際線の11番、31番が該当する。首都圏以外でも、2014年11月時点で中部国際空港、新千歳空港が運用可能空港となっている。但しチャーター便での貨物未搭載、国内短距離飛行による燃料削減などの機体重量制限のうえ滑走路タキシーダウン運用し駐機場周辺支障の少ないオープンスポット限定という変則運用で那覇空港や下地島空港でも運航可能となっている。
シドニー国際空港などではA380に対応するため、地盤を固めたり、ボーディングブリッジを減らしたりなどの処置を行った。そのためスポット運用がぎりぎりになり、他機がスポットが空くのを待つという光景も見受けられた。
また、ブラジルで2014 FIFAワールドカップが開催される際、エールフランスが大会期間中に需要の増加が予想されるサンパウロ国際空港へ同型機の就航を計画していたが、ブラジル政府航空当局が事前に同空港を調査したところ、前述の飛行場等級コードFの規定を一部満たせていない可能性があり、改修工事の目途も立たないことから、当局が大会期間中の同型機の同空港への就航は認可しない方針（大会後改修対応）を明らかにするなど、充分に対応しきれない空港もある。
A380（その他総2階席を持つ旅客機）を発注する航空会社が増えれば、空港側の施設改修も期待できるが、航空会社側では空港が対応しない限り就航路線が増やせず、空港側も単なる見込みで費用をかけて改修するわけにはいかないため、本機への対応改修を実施するのは、国家を代表する国際空港や国際線のメインハブ空港に留まっている。A380の登場以降は燃費の良い双発中型機が主流となっており、ボーイングがA380と777-300ERのギャップを埋めるべく開発した747-8ですら、発注がないほど低迷していた中、2019年2月になってA380の生産中止を発表した。
生産中止になったことから、今後A380の運用の増加が見込めず、運航効率の良い中小型機やA380のような3クラス500席級の4発エンジン大型機ではなく、B777やA350のような3クラス300～400席級の大型機がトレンドとなっている航空情勢下で、A380を凌駕する超大型旅客機が登場する可能性は極めて低いため、空港側が新たにA380のような超大型機に対応できるように改修する可能性も極めて低い。

### 日本企業の参加
A380の生産には、日本企業の21社が参加している。
2002年4月に床下・垂直尾翼の部材担当として東邦テナックス、ジャムコ、住友金属工業、東レの4社が参入、6月に三菱重工業（前・後部カーゴドア）、SUBARU（垂直尾翼前縁・翼端、フェアリング）、日本飛行機（水平尾翼端）、10月に新明和工業、横浜ゴム、日機装が、2003年2月に横河電機、カシオ計算機、牧野フライス製作所が、6月にブリヂストン、三菱レイヨンが参加を決定した。とくに日本の炭素繊維の技術に目が向けられフレームなどの主要な部分に多用されている。

## 派生型
A380は数タイプの派生型（貨物機型、長距離型など）の開発も構想していたが、2021年で生産中止となったため、実機として運用されたのは旅客仕様基本型のA380-800型の1タイプのみとなった。

### A380-800型機
旅客仕様の基本型で、2007年10月25日にシンガポール航空が商業飛行を開始した。
| A380-841                                                     | R-R Trent 970-84/970B-84 | 2006年12月12日 |
| A380-842                                                     | R-R Trent 972-84/972B-84 | 2006年12月12日 |
| A380-861                                                     | EA GP7270                | 2007年12月14日 |
| - 出典： - R-R: ロールス・ロイス、EA: エンジン・アライアンス |                          |                |

当面はこの型のみの販売・引渡しを行うことにしており、
- 機体重量の軽減
- アビオニクスの改善（新たに開発されるA350との共通性を高めたデザインが予想されている）
- より効率的なエンジンの搭載（これもA350向けに新たに開発されるTrentXWBの装備が考慮されている）
- 最大離陸重量の増加による航続距離の延伸

など、段階的な性能向上プログラムも検討されている。これらの改良を取り入れた第一段階の生産機は2012年頃から納入されると考えられている。この機体はエアバス社のエンジン換装型新型機プログラムと同様に、A380もA320neoやA321neoなどといった一連の「neoシリーズ」に加わる事となり、「A380neo」として改良が施された新型機となる。2016年にはUAEのエミレーツ航空が、改良機構想の「A380neo」に関する発表を行っており、同社はエンジン換装などが施されない場合でも、アビオニクスを中心とした改良機を追加発注する用意があるとしている。
2015年6月に2機の発注を検討していることが報道されたユナイテッド航空も含めると、A380-800型機を導入した航空会社数は世界全体で14社となる。この発注が実現に至った場合、ユナイテッド航空がアメリカ合衆国の航空会社として初めてのA380-800型機発注となる。アジアではシンガポール共和国のフラッグキャリアであるシンガポール航空が、A380シリーズ全体でのローンチカスタマーとして初号機を受領し、シンガポール発欧米路線やオセアニア路線などで活躍している他、保有機材数としてもアジア地区最多の機数を有している。その他にタイ国際航空などが、繁盛期ごとの臨時定期便で日本の成田国際空港へ定期乗り入れを行っている。
現状ではエミレーツ航空がA380-800型機の最大の顧客で、2016年3月には日本のスカイマーク向けに製造途中だった機材を引き受ける形で2機追加購入する契約を結んでいる。

### A380plus型機（計画）

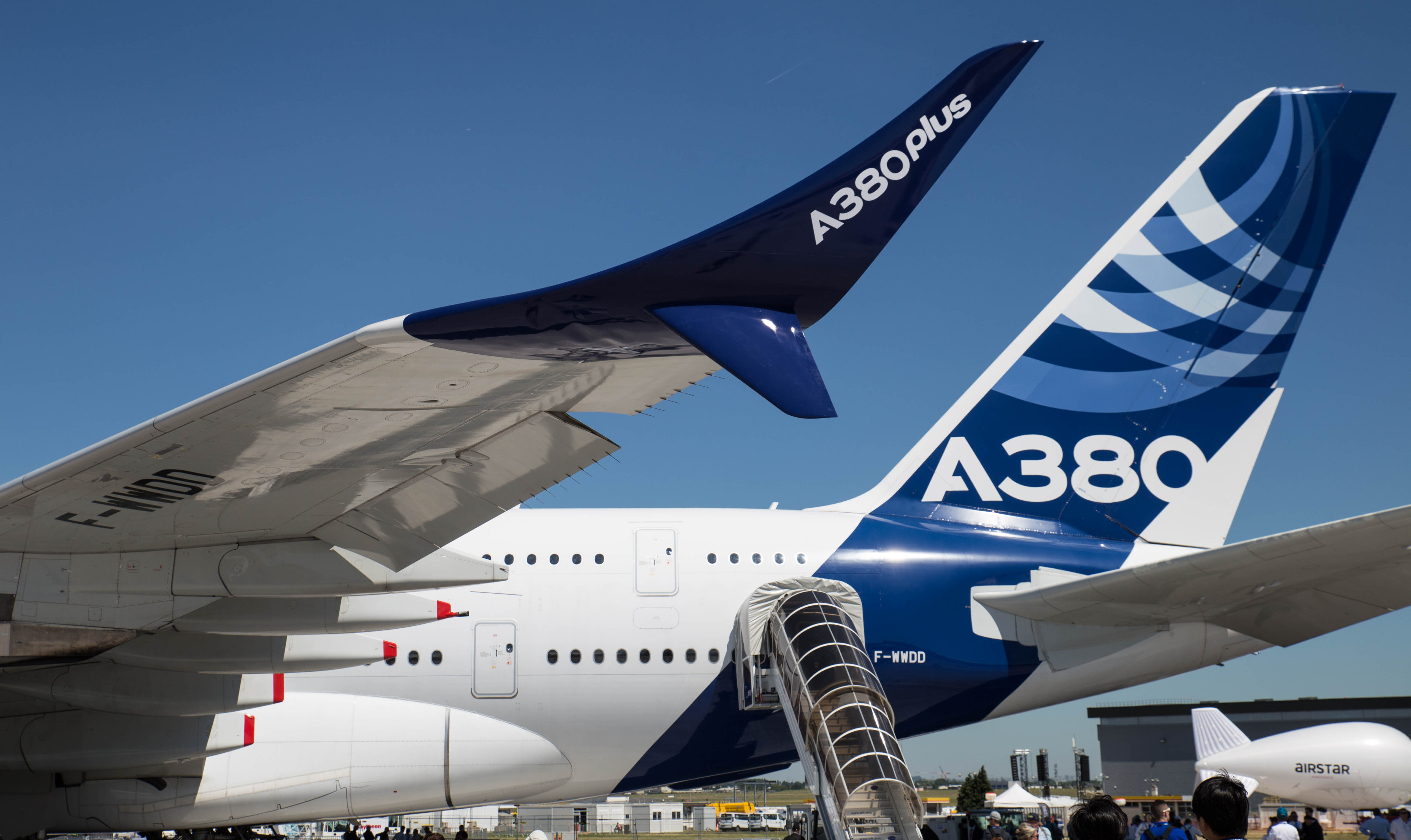
A380plusで構想されていた主翼とウィングレット（モックアップ）

基本型の-800型の発展型として開発調査に着手することが発表された初めての型。2017年6月18日（現地時間）にパリ航空ショー2017にて発表されたA380-800型機の効率向上モデル。同航空ショーでコンセプトモデル（既存のA380-800型機に後述の大型ウイングレットをモックアップで装着）が展示され、基本型に比べて効率性と経済性を向上させ、外観ではウィングレットをより大きくし、翼端を上下に分かれる形状に変更したものである（上方に3.5m、下方に1.2mと、上下で4.7mの高さを持つ）。他には翼および空力的観点での見直しも行われ、燃料消費率も最大4％の減少が達成される見込みである。また、機内では2階席への階段やクルーレスト、サイドウォールなどの見直しで、客室をより最適化して基本型よりも最大で80席を増加できるようにしたという（エアバス社では「Cabin enablers」と称している）。具体的には、A380-800型機の標準座席数は4クラス497席であるが「Cabin enablers」を導入すると575席に増加できる。また、最大離陸重量は578トンに増加し、航続距離は300nm（555.6キロ）延長される。最大78席を増席した場合、A380-800型機と同じ航続距離8200nmとなる。さらにエアバス社は、メンテナンス間隔を延長してメンテナンスコストを削減できるとしている。開発が正式決定すれば初のA380発展型となるが、同年11月に最大顧客のエミレーツ航空が提案を受け入れなかったことが明らかになっている。2019年2月14日に同社が生産終了を発表したことにより、開発に至ることなく計画で終わった。

### A380-800F型機（計画）
貨物機型も貨物航空会社へ提案されている。貨物機型については重量物が運べないのでそれほどメリットがないとされ、ボーイング社はA380Fより777Fや747-8Fのほうがロスが少ないと説明している。
世界最大の旅客・貨物機だけに貨物容積は広いが、機体の大きさのわりに搭載量は少なく、ノーズ部が開かないため長い貨物が積めず、専用ローダーがないと2階へ搭載できないなど、高速貨物輸送用途でライバルとなる747貨物型に比べると不利な点が多い。747貨物型で出来たことが出来なくなるばかりか、747貨物型では必要なかった設備を新たに用意しなければならないため、経済性には大きく劣り、貨物機としては関心を集めていない。
実際、エミレーツ航空は旅客機としてはA380を発注しているが、貨物機は747-8Fを発注している。また、比較的軽い貨物を扱うFedExとUPS、ILFCはA380-800Fを発注したが、旅客型が何度も納入遅延を起こしたため、貨物型についても納入遅延の懸念から最初にFedExが発注をキャンセルし、続いて2007年3月にUPS（2016年に747-8Fを発注）、ILFCがキャンセルした。このためエアバス社は貨物型のすべての受注を失い、2017年6月現在、試験機を含めて実機は1機も存在せず貨物機の開発は中断している。発注する会社が出てくれば開発は再開される予定であったが、2019年2月14日に同社が生産終了を発表したことにより、開発に至ることなく計画で終わった。

### ルフトハンザ・テクニークによる貨物型改修
2020年5月には新型コロナウイルス感染症の影響で旅客需要が減少し、貨物需要が増大する中、ルフトハンザドイツ航空の子会社で航空機の改造やメンテナンスを手掛けるルフトハンザ・テクニークにA380旅客型を貨物用に改修する依頼があったことが明らかにされた。顧客（航空会社）名は明らかにされなかったが、後にポルトガルのハイフライ航空の元シンガポール航空のリースされたA380型機（機体記号9H-MIP）がこの改造対象になっていたと複数のメディアが報じている。
既にCOVID-19の影響に対応するため、旅客機の座席に貨物を積載したり、座席そのものを撤去して貨物を積載したりといった事例は存在する。しかし、ルフトハンザ・テクニークによれば、この改修は単に座席の撤去に留まるものではないという。
しかし、貨物ドアの設置などは行われないと報じられており、貨物の積載時には旅客用の狭いドアを使用する必要がある。また、2階部分の床板が貨物の重量を想定していないため、貨物機としては問題が多いとの指摘もある。
2020年5月19日、ハイフライ・マルタのA380機体記号9H-MIPが5/14～18にかけてポルトガルのベージャ空軍基地から中国の天津、ドミニカのラス・アメリカス空港を経由し世界一周運用で運航された事が発表され、COVID-19対応で中国からドミニカへ約15tの医療用物資を輸送したとされ、後日このA380が一部座席撤去された機体であることが公表された。同年11月になりCOVID-19流行により旅客チャーター事業→貨物チャーター事業に機体仕様変更対応したが、それでも超大型機の需要減少により同年末のリース期限をもって返却すると発表されている。

### 計画のみの派生型
以下の派生型はいずれも発注している航空会社がない。2019年2月14日に同社が生産終了を発表したことにより、開発に至ることなく計画で終わった。
- A380-700 （A380の胴体短縮型）
- A380-800C（メインデッキの一部を貨物室としたコンビ型、397席 - 454席）
- A380-800R（A380-800の長距離型。ブリティッシュ・エアウェイズやカンタス航空、シンガポール航空等の超長距離路線向けに提案）
- A380-800S（A380-800の短距離型）
- A380-900 （A380の胴体延長型。標準座席構成で3クラス656席。エミレーツ航空やヴァージン・アトランティック航空などが興味を示していた）
- A380-900S（A380-900の短距離型）
- A380neo（A380の後継機としてエンジン換装などを検討している報道があり、2014年12月にエミレーツ航空の社長が興味を示し[105]、2023年6月にも改めて開発を求めた[106]）

## 生産終了
前述したように、A380は大きすぎて採算に合う路線が限られていることに加え、双発機の大型化・性能向上などに伴う大型4発機の受注低迷もあり、2014年・2015年と2年連続して航空会社からの新規受注を1件も獲得できなかったことから（受注を獲得できたのはリース会社からのみ）、今後もこの傾向が続くようであれば2018年にも生産を打ち切る可能性があると示唆していた。2016年7月12日には、2018年以降の生産ペースを年27機から12機へ大幅に引き下げると発表した。
しかし、2016年5月に世界最大のA380オペレーターであり、104機のA380-800型機を世界各地を結ぶ国際線の主要超大型機材として運航しているエミレーツ航空が、さらに追加発注を行う用意があると報じられた。 ロイター通信は、エミレーツ航空CEOの「発注は通算で『確定発注200機以上』になる」とのコメントを紹介しており、総二階建機の生産体制が2020年代まで継続することになった。
一方で、エンジンを一新した「A380neo」の開発も視野に入っており、近い将来、その可否が決定する見込みであった。上記のような、新世代型の開発の一環として2017年6月に「A380plus」の開発調査を発表。A380plusは燃費を最大4%削減できる新たな大型ウイングレットの搭載、主翼の改良による空力性能向上を実現しており、2017年4月に発表済みの客室改良を合わせて実施すると、既存のA380と比べ、座席当たりのコストを13%削減できると発表していた。A380plusは最大離陸重量を578トンに増加し、従来と同じ航続距離8,200海里で最大80名多く輸送、または航続距離を300海里延伸することができると発表していた。
また、2017年から比較的機材更新の早いシンガポール航空では一部機材で入れ替えを開始しており、発注残5機を新機内仕様で受領して運用中の5機をリース会社に返却し、残りの保有14機を新機内仕様に改修して、最終的に新機内仕様19機で運用する予定であった。リース会社は2018年までにシンガポール航空からの退役機の引受先を探していたが交渉は難航しており、少なくとも2機が今後部品取りのために解体される見込みである。
エミレーツ航空から追加受注の可能性があることから当面は生産継続の方針となったが、2019年に入り雲行きが怪しくなり始めた。エミレーツ航空が直近で発注した20機の一部あるいは全てについて、ダウンサイズのA350ファミリーやA330neo等への切り替えを検討していると報じられたためである。
2019年2月には、オーストラリアのカンタス航空が受領待ちとなっていた8機をキャンセルした。2019年2月14日には、頼みの綱であったエミレーツ航空が発注残のうち39機をキャンセルし、A330-900 40機、A350-900 30機を代替発注することを発表、遂にエアバスはA380の生産を2021年で打ち切ると発表した。これにより、A380は旅客基本型の800型の1タイプのみで生産終了することとなり、エアバスが将来に構想していたA380plusやA380-800Fを始めとした派生型は開発されることなく計画のまま終わった。
総純受注数は、2019年3月時点で251機（民間航空会社からの受注分：251機，その他の会社からの受注分：なし）であった。エアバス社は、B747（主にボーイング747-400）型機に代わる世界のエアラインのフラッグシップとなることで700-750機の受注を目論んでいたが、受注数は目論見からは大きく下回ることとなった。。また北米と南米そしてアフリカ大陸の航空会社からの受注は、皆無になった。ただ世界の航空情勢を見ても、双発機へのシフトそしてダウンサイジングという意向を示しており、一部のエアライン（例：エールフランスは2022年までに全機退役を表明）では放出計画が出ていた。さらに2020年に入り、新型コロナウイルスの影響により、エールフランスが当初の退役予定の2022年から退役の前倒しを表明、そしてエミレーツ航空も一部のA380の退役を検討し、さらには未受領分のA380もキャンセルの方向でエアバス社との交渉を始めた。
このように2020年に入ると、2月に起き始めた新型コロナウイルスの世界的な感染も相まって、世界のエアラインがこぞって運航停止を強いられた。その関係でA380最大オペレータであるエミレーツ航空のような最大手航空会社でさえも放出の計画が始まり、他の世界のA380オペレータも退役の計画（例：ルフトハンザドイツ航空、カタール航空等）を示し、各航空会社では徐々に双発化そしてダウンサイジング（主にB777-300ER/-8X/9X,A350-900/-1000）の風潮が強まった。その中で欧米最大規模を誇るエールフランスが当初の予定(2022年)から前倒しして6月26日をもって全機退役を発表した。時期同じくしてエミレーツ航空向けの最終号機となる機首と前部胴体がトゥールーズへ運ばれた。
2020年9月、最終機の組み立てが完了し、これを以て機体製造は完了となった。2021年10月16日、書類の上では引き渡したものの受領を保留（エアバス社の工場にて保管）にしていたANA向けの3号機（登録記号：JA383A）が受理され、デリバリーフライトが行われ、日本に到着した。この引き渡しを以て、エミレーツ航空を除くエアライン向けへの納入は完了となった。同年12月16日、エミレーツ航空向けの最終号機（製造番号：272,登録記号：A6-EVS）が引き渡された。この引き渡しを以て完納となり、14年間の生産に終止符が打たれることとなった。これにより、エアバス社で生産されている民間航空機から四発エンジン機が姿を消すこととなった。また、ライバル機種としていたB747（-100型）に比べて30年以上も後に開発された型式であるものの、B747(-8型)に比べて先に生産終了と言う形になった。

## 仕様（A380-800型機）
諸元
- 乗員: 2名（操縦士）
- 定員: 3クラス 525名、モノクラス 853名
- ペイロード: 66,400 kg （146,387 lb）
- 全長: 73 m （239 ft 6 in）
- 全高: 24.1 m （79 ft 1 in）
- 翼幅: 79.8 m（261 ft 10 in）
- 翼面積: 845 m2 （9,100 ft2）
- 運用時重量: 276,800 kg （610,240 lb）
- 最大離陸重量: 560,000 kg （1,235,000 lb）
- 動力: ロールス・ロイス トレント 970 または エンジン・アライアンス GP 7270 ターボファンエンジン、311 kN （69,915 lbf）  × 4
- 貨物（-800F型）: 38 LD3 (Unit Load Device) コンテナ または 13 パレット

性能
- 最大速度: マッハ 0.89 （約1,090 km/h, 589 kt）
- 巡航速度: マッハ 0.85 （約1,041 km/h, 562 kt）
- 航続距離: 15,200 km （8,200 海里）
- * 巡航高度: 13,100 m (43,000 ft)
- 離陸滑走距離
  - トレント 970: 2,990 m
  - GP 7270: 3,030 m
- 着陸滑走距離: 2,100 m

## 運用状況
下記すべてA380-800（生産は旅客型のみ、2025年現在）
| 航空会社                     | 画像 | 運航開始年    | 納入数 | 運用数         | エンジン                       | 備考 |
| ---------------------------- | ---- | ------------- | ------ | -------------- | ------------------------------ | --- |
| シンガポール航空             |      | 2007          | 24     | 12             | トレント900                    | 2017年から2018年にかけて、未受領の5機を導入。COVID-19流行もあり計12機引退。現在は12機が運行中。                                                                                              |
| エミレーツ航空               |      | 2008          | 123    | 116            | GP7200（90） トレント900（33） | 世界最大のオペレーター 。 2020年、7機を退役解体したが、スカイマークの未払い未納2機を含む116機を運用中。 2032年まで運用継続見込み                                                             |
| カンタス航空                 |      | 2008          | 12     | 10             | トレント900                    | COVID-19流行により2機退役したが、残りの10機は復帰。 2033年までに退役見込み |
| エールフランス               |      | 2009          | 10     | 全機退役       | GP7200                         | 2020年、新型コロナウイルス流行により全機退役。同年6月26日引退フライト実施。 |
| ルフトハンザドイツ航空       |      | 2010          | 14     | 8              | トレント900                    | 2020年、コロナウイルス流行により6機が退役した。残り8機も退役予定だったが、2023年以降復帰した。                                                                                               |
| 中国南方航空                 |      | 2011          | 5      | 全機退役       | トレント900                    | 2022年に全機退役 |
| 大韓航空                     |      | 2011          | 10     | 7              | GP7200                         | COVID-19流行により整備待機後 2022年から一部運用復帰。2026年以降全機退役見込み 2024年5月以降一部経年機の退役解体開始。                                                                        |
| アシアナ航空                 |      | 2014          | 6      | 6              | トレント900                    | COVID-19流行により整備待機し、2022年から復帰。EAエンジンを運用する大韓航空に吸収合併されるが、比較的受領時期が後で新しく、運用延長の可能性あり                                               |
| マレーシア航空               |      | 2012          | 6      | 全機退役       | トレント900                    | 2020年以降全機の売却先を募集。 2022年にエアバスがA350導入と引き換え下取り。 |
| タイ国際航空                 |      | 2012          | 6      | 全機退役       | トレント900                    | COVID-19の影響で経営破綻したため、2024年まで全機タイ国内整備保管。新規他機種購入担保としてエアバス下取り。                                                                                   |
| ブリティッシュ・エアウェイズ |      | 2013          | 12     | 12             | トレント900                    | COVID-19流行により整備保管後 2021年末から復帰。2026年以降に777-9で機材更新予定 |
| エティハド航空               |      | 2014          | 10     | 4              | GP7200                         | COVID-19流行によりアブダビ国際空港にて整備保管、6機引退 2023年夏から一部復帰中 |
| カタール航空                 |      | 2014          | 10     | 8              | GP7200                         | 2021年にA350塗装剥離問題により一部機体が復帰。なお、順次退役見込み。 |
| ハイフライ・マルタ           |      | 2018          |        | リース満期返却 | トレント900                    | 元SQの9V-SKCを ハイフライグループにリース。COVID-19流行により 一部座席を撤去し貨物仕様へ改修も2020年末リース期限をもって返却。                                                               |
| 全日本空輸                   |      | 2019          | 3      | 3              | トレント900                    | 東京/成田 - ホノルル線専用機材として運用、 愛称は「FLYING HONU」。2020年からCOVID-19により整備保管。 2022年7月より一部運航再開 3機目は引渡先送り後減価償却対策のため、2023年10月20日より就航 |
| グローバル・エアラインズ     |      | 2024 （予定） | 2-4    |                | トレント900                    | 就航までに計4機導入予定 全機中古機見込み |

### 取消顧客
A380-800F（貨物機型）も含む（2019年現在）
- エール・オーストラル[80]
- キングフィッシャー航空（倒産）
- スカイマーク[52][53]
- 香港航空
- トランスアエロ航空（倒産）
- イラン航空[143]
- キングダム・ホールディング・カンパニー[注 22]
- フェデックス・エクスプレス
- ILFC[注 23]
- UPS航空
- ヴァージン・アトランティック航空

## 事故・故障・事件
2024年4月現在までに、機体損失事故および死者・負傷者を伴う事故は発生していない。
- 2009年8月21日、シンガポール航空のA380が香港国際空港を離陸直前に故障のため、17時間後に再離陸した。
- 2009年9月29日、シンガポール航空のA380がパリのシャルル・ド・ゴール国際空港を離陸2時間45分後にエンジン（Trent 900）故障のため、パリに引き返した。
- 2010年11月4日、カンタス航空のA380-842型機（機体記号VH-OQA）がシンガポールからシドニーへ向けて飛行中、左翼内側の第2エンジンが一部破損しシンガポール・チャンギ国際空港に緊急着陸した。乗客440名・乗員29名の計469名とエンジンの破片が直撃した民家の住民に負傷者はいなかった。この時、燃料系統とブレーキ系統それぞれの約半分が故障し、空中で燃料を投棄できず、ブレーキも不十分な状態に陥っていた。原因はエンジンの製造ミスによって生じた金属疲労により破断したパイプからオイルが漏れて爆発炎上したためであった。なお、この事故を受け、同社が当時運航している事故機を含めた6機全てが一時的に運航を停止した[144]。

また、シンガポール航空も保有する11機全ての運航を見合わせた。エンジンを供給するロールス・ロイス社とエアバス社の要請によるものである。翌11月5日、シンガポール航空の保有分11機に関しては、全機が安全であることが確認され、同社分に関しては運航が再開された。
一方で同11月5日、ルフトハンザドイツ航空が、この事故を受けて同日の成田発フランクフルト行の便をエンジン検査のため欠航とした。カンタス航空の保有分に関しては、安全点検を受け問題の有無を確認した。同年11月27日から運航再開となった。
- 2011年4月11日午後8時25分、ジョン・F・ケネディ国際空港にて滑走路へタクシング中のエールフランス7便（エアバスA380・機体記号F-HPJD）の左側主翼端が、駐機場にいたコムエアー6293便（ボンバルディアCRJ-700・機体記号N641CA）の垂直尾翼に接触した[150]。A380のウイングチップとCRJ-700の垂直尾翼が破損[150]。負傷者は報告されていない[150]。

- 2014年7月2日、カンタス航空94便ロサンゼルス国際空港発メルボルン空港行で、離陸から約1時間後、水を流す配管から漏れ出した水により2階部分で大量の水漏れが発生、1階にも降り注ぐ事態となり、出発地のロサンゼルス国際空港に引き返した[151]。

- 2014年12月5日、離陸のため滑走路に向かい始めた大韓航空86便（機体番号HL7627）にファーストクラスの乗客として乗っていた同社副社長チョ・ヒョナが、客室乗務員の対応にクレームをつけた上、機を搭乗ゲートに引き返させて機内サービス責任者を降機させた。ナッツをきっかけにして暴言を吐き、引き返し（ランプリターン）をしたため、しばしば短く「ナッツリターン」と呼ばれている。

- 2017年9月30日、パリ発ロサンゼルス行きのエールフランス66便、A380-861型機（機体記号F-HPJE）が、大西洋上グリーンランド西の上空を飛行中、4発あるエンジン・アライアンス社製GP7270エンジンのうち、右翼の第4エンジンが爆発し、残り3発のエンジンで1時間ほど飛行を続け、カナダ東部のグースベイ空軍基地（英語版）に15時42分(GMT)へ緊急着陸した。同機には24人の乗組員と496人の乗客が乗っていたが、怪我人などはなかった[152][153][154]。エールフランスは代替着陸した乗客輸送のためボーイング777-300ER型機（自社機：機体記号F-GZNO:旅客定員472名）、別途ボーイング737型機（リースチャーター機）も派遣し輸送した[155]。事故機は2017年12月6日までに現地にて第4エンジンを換装し、4基のエンジンでAF371V便としてパリへ空輸され、2018年1月15日から営業運航便AF990便パリ発ヨハネスブルグ行きで運用復帰している[156][157]。

## 競合機種
- ボーイング747-400
- ボーイング747-8
- ボーイング777-300ER
- ボーイング777-8X/-9X(開発中)